# Кампанія в Арктиці (1939—1945)
Кампанія в Арктиці — військова кампанія, що відбувалася на крайній півночі Європейського театру Другої світової війни; протистояння союзників по Антигітлерівській коаліції з нацистською Німеччиною та Фінляндією за контроль над комунікаціями і за панування в Арктиці й прилеглих водах Атлантичного океану.

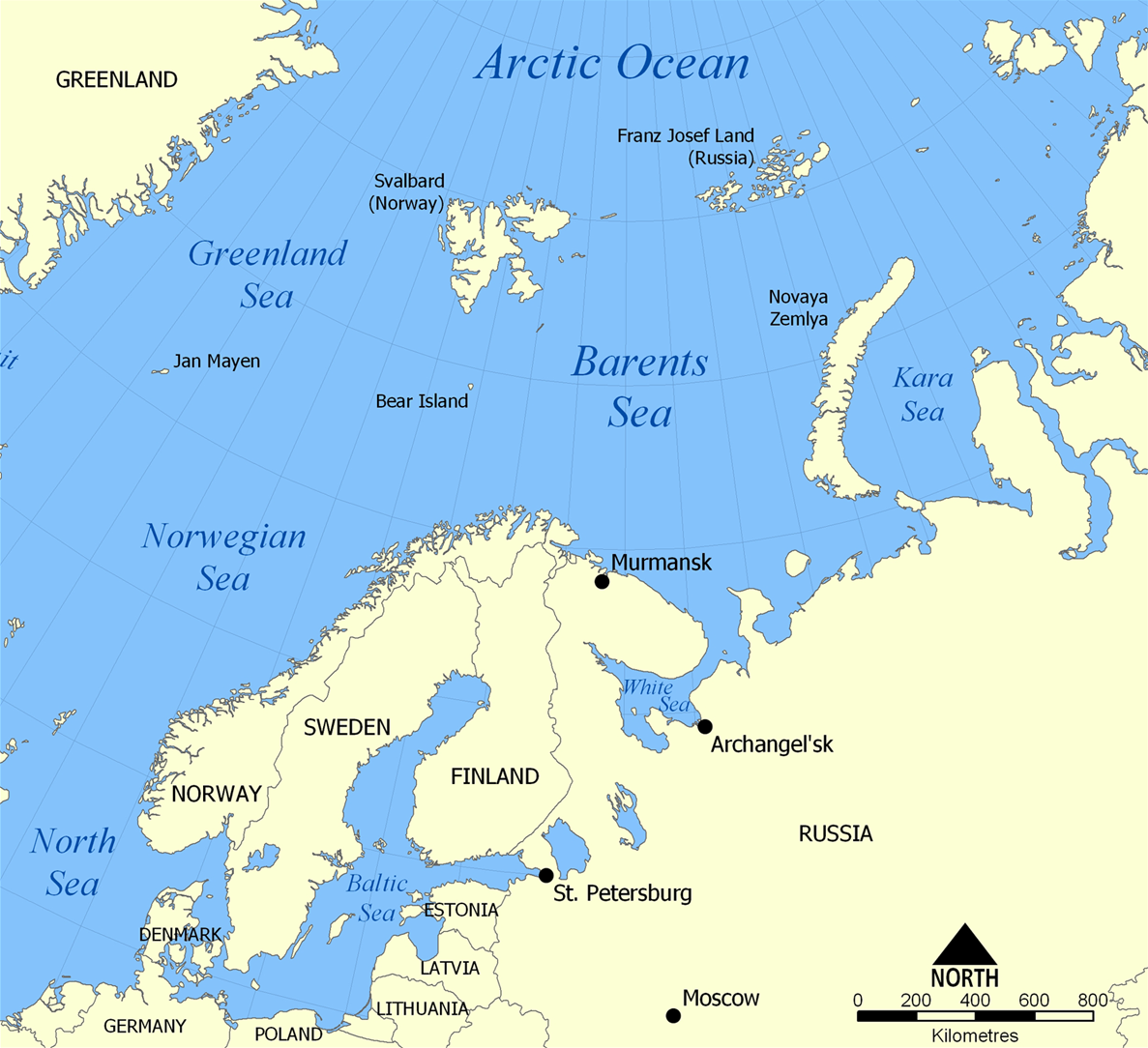
Північно-східні води Атлантичного океану та західні води Північного Льодовитого океану, де відбувалися основні події Арктичної кампанії протягом Другої світової війни

Попри суворий клімат бойові дії мали інтенсивний характер і відбувалися на суходолі, в морі та у повітрі протягом майже всього світового конфлікту. Крігсмаріне з одного боку та Королівський ВМФ і союзні флоти (Північний флот Радянського Союзу, Військово-морські сили США та Королівський ВМФ Канади), з іншого боку, за підтримки відповідних угруповань повітряних сил вели запеклу боротьбу на лініях комунікацій між Ісландією та Мурманськом, якими союзники постачали за ленд-лізом величезну кількість озброєння, військової техніки та стратегічно важливих матеріалів до СРСР. Також мали місце неодноразові рейди англо-американських військово-морських та повітряних сил на німецькі військово-морські бази на півночі окупованої Норвегії, що мали за мету знищення основних бойових кораблів Крігсмаріне. Значного розмаху набули дії спеціальних підрозділів Великої Британії, зокрема британських командос, що за підтримки норвезького Руху опору діяли на території окупованого нацистами Королівства.

## Історія

### Передумови
До початку Другої світової війни арктичний театр фактично не розглядався ключовими державами світу як майбутнє поле битви. Так, у роки Першої світової війни події у північних водах Європи носили виключно обмежений характер і жодним чином не впливали на розстановку сил на Європейському театрі війни. Однак, геополітичні зміни першої половини XX століття кардинально змінили карту Європи, різко загострилася боротьба за ринки сировини, вирішального значення набуло володіння нафтою, природними мінеральними ресурсами, зокрема залізними рудами. Значно зросли бойові спроможності кораблів флоту, на арені протистояння з'явилася військова авіація. Отже роль Скандинавії та прилеглих морів кардинально змінилася.
Ще до початку війни нацистська Німеччина почала демонструвати особливий інтерес у Скандинавії. Німецька металургійна промисловість значною мірою залежала від імпорту залізних руд саме з нейтральної Швеції; близько 70 % заліза, необхідного німцям, надходило із шведських шахт Кіруна та Єлліваре. У літні місяці руду завантажували на німецькі торгові судна у шведському порту Лулео; далі вони спускалися Ботнічною затокою до південної частини моря й прямували до німецьких портів на Балтійському морі, яке контролювалося німецьким флотом та було захищеним від потенційних морських та повітряних атак союзників. У зимові місяці Ботнічна затока майже повністю замерзала, змушуючи вантажні судна зі стратегічно важливою сировиною рушити іншим маршрутом. Руду завантажували на залізницю, далі її перевозили через Скандинавські гори до порту Нарвік, розташованого на північному узбережжі Норвегії північніше полярного кола, який завдяки впливу Гольфстриму завжди був вільним від льоду. У Нарвіку руду навантажували на торговельні судна, які потім прямували поздовж норвезького узбережжя до портів північної Німеччини, залишаючись у межах норвезьких територіальних вод, щоб уникнути нападів з боку британських Королівських повітряних та морських сил.
Ще одним регіоном, який становив виключний економічний інтерес для німців, був регіон навколо фінського порту Петсамо. Окрім того, що це був єдиний вихід Фінляндії в арктичні води, з 1935 року фіни у співтоваристві з канадською компанією «Інко» розпочали видобуток корисних копалин нікелю, важливого компонента для виробництва різних типів броні. З часом, коли німецько-радянські відносини перейшли в площину протистояння, Петсамо стало дуже корисною базою для завдавання ударів по важливому радянському порту Мурманськ, і це спонукало німецьке верховне командування розробити плани окупації стратегічно важливого регіону.

### 1939
19 серпня 1939 року, у контексті запланованого початку воєнних дій, командування Крігсмаріне розпочало оперативне розгортання сил флоту. Командири 21 німецької субмарини отримали розпорядження вищого командування на підготовку до бойових дій. П'ять німецьких підводних човнів з Кіля та дев'ять з Вільгельмсгафена отримали накази на вихід на визначені позиції у Північній Атлантиці. 24 серпня з ВМБ Вільгельмсгафен у північноатлантичні води у супроводі допоміжного судна Westerwald вийшов один з важких крейсерів, «Дойчланд». 30 серпня вони прибули у визначений район південніше Гренландії
26 серпня 1939 року, напередодні вторгнення в Польщу, верховне командування Крігсмаріне наказало всім німецьким торговим суднам негайно повернутися до німецьких портів. 30 серпня 1939 року, виконуючи команду, один з лайнерів, «Бремен» без пасажирів на борту вийшов з Нью-Йорка. Однак до 1 вересня, на момент початку Другої світової війни, він не встигнув дістатися німецьких берегів і 6 вересня, щоб уникнути крейсерів Королівського флоту, прибув до радянського порту Мурманськ. «Бремен» став першим з 18 німецьких суден, що переховувалися у російських портах з початком воєнних дій у Європі.

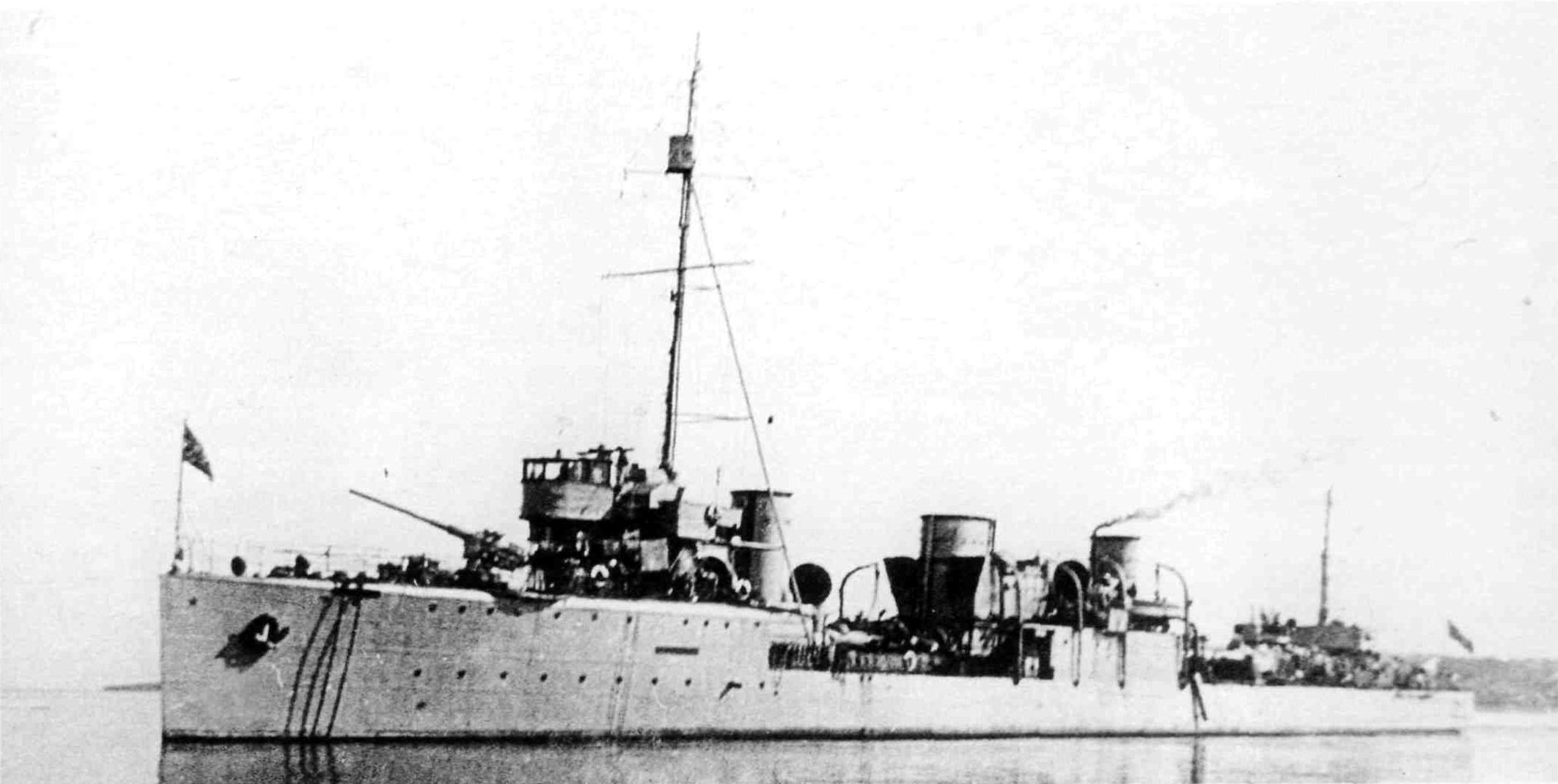
Радянський есмінець «Карл Лібкнехт»

#### Зимова війна
30 листопада 1939 року, після відмови фінського уряду від радянських пропозицій про зміну кордонів у Карелії і передачу військово-морської бази Ханко, СРСР напав на Фінляндію. Основні події війни на морі розгорнулися в акваторії Балтійського моря. Одним із стратегічних завдань СРСР було ізолювати Фінляндію від можливої зовнішньої допомоги морем шляхом окупації північної частини країни. На крайній півночі наступ вели війська 14-ї армії генерала Фролова В. О. у складі 14-ї, 104-ї, 52-ї стрілецьких дивізій та 100-го легкотанкового батальйону (виділеного зі складу 35-ї легкотанкової бригади). Завдання 14-ї армії полягало в тому, щоб зайняти район і порт Петсамо, єдиний вихід Фінляндії до Північного Льодовитого океану, завжди вільний від льоду завдяки впливу Гольфстриму, і продовжувати наступ далі на південь, щоб з'єднатися з 9-ю армією генерала Духанова М. П., і в такий спосіб, наступаючи від кордону до північного краю Ботнічної затоки, відрізати Фінляндії від зовнішнього світу з північного флангу.
27 листопада 1939 року радянський підводний човен Щ-404, що патрулював узбережжя Норвегії в районі півострова Маккаур з метою контролю пересувань норвезького флоту і недопущення підходу іноземних кораблів до Варангер-фіорду і півострова Рибальський, доповів, що норвезький сторожовий корабель «Фрітьоф Нансен» разом з есмінцями «Егір» і «Слейнер» прямують до Варангер-фіорду. Тоді, радянське командування наказало командувачу 14-й армії захопити також фінську половину півостровів Рибальський та Середній. Адмірал Кузнецов М. Г. віддав наказ Північному флоту вогнем корабельної артилерії підтримати дії наземних військ і запобігти будь-яким спробам кораблів противника прорватися до Кольської і Мотовської заток та висадити війська на мурманському узбережжі. Наступного дня додаткова група радянських підводних човнів вийшла на патрулювання шляхів підходу до Варангер-фіорду й Кольської затоки, а авіація почала розвідувальні польоти вздовж узбережжя. Радянським військам, які діяли на крайній півночі, було наказано очікувати ворожої реакції з боку Норвегії, але за жодних обставин не вступати з норвезькими збройними силами у сутички, не перетинати кордони й не вторгатися на територію Норвегії чи Швеції та не вестися на провокації.

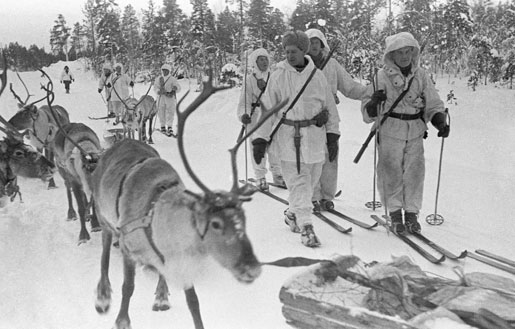
Фінські лижники виходять на патрулювання. Район Яніскоскі — Ніскакоскі. Лютий 1940 року

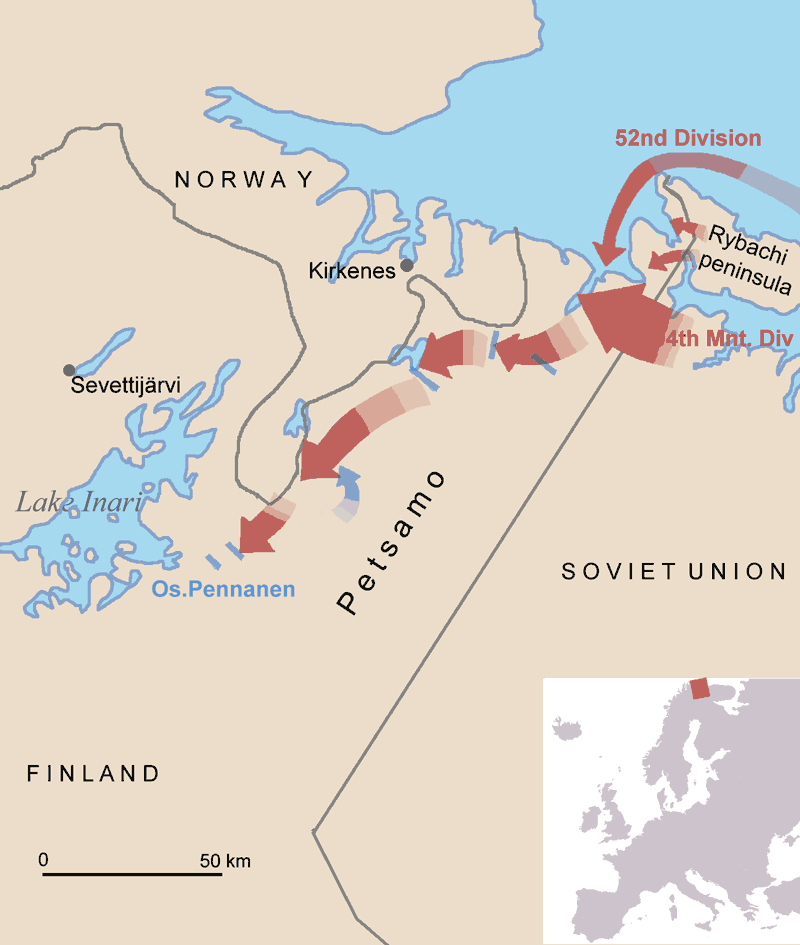
Події Зимової війни на петсамському напрямку. Зима 1939—1940 року

На світанку 30 листопада 1939 року Червона армія вторглася до Фінляндії. На петсамському напрямку радянські есмінці «Куйбишев», «Карл Лібкнехт», «Грозний» забезпечували вогневу підтримку дій військ 14-ї армії в районі півостровів Рибальський та Середній, вели артилерійський вогонь по опорних пунктах противника Вайтолахті і Керванто. Одночасно загін тральщиків заблокував вхід до фіорду Петсамо, щоб не дати фінським човнам утекти. Наступу ворожої армії фіни могли протиставити тільки 10-ту окрему піхотну роту та 5-ту окрему артилерійську батарею, які, не маючи змоги втримати позиції на відкритій місцевості тундри, були змушені залишити Петсамо, не чинячи особливого опору.
Після окупації Петсамо Північний флот продовжував патрулювати вздовж узбережжя Норвегії до кінця війни, тоді як 14-та армія продовжувала свій марш, прямуючи на південь Арктичним шосе до Рованіємі, столиці фінської Лапландії. Але радянські війська змогли просунутися лишень на 150 кілометрів і зупинилися, не змігши прорватися до підрозділів 122-ї дивізії 9-ї армії, з якою їм потрібно було з'єднатися. Просуваючись до Рованіємі, ця дивізія була заблокована в районі Салла затятим опором фінського 18-го окремого батальйону й не змогла виконати визначене бойове завдання.
У грудні 1939 року Петсамо був захоплений Червоною армією. 3 грудня фінські корабель Jäämeri (250 т) і патрульний катер Turja (65 т), що належали прикордонній охороні Лапландії, були спалені та потоплені. Turja не був повністю знищений і після закінчення війни та відходу радянських військ з Петсамо був піднятий та відновлений. Також фіни знищили портове обладнання Ліїнахамарі, Парккіна та Трифона, але радянські спеціалісти швидко їх відремонтували і навіть наростили портові спроможності в Ліїнахамарі, який вони вважали важливим портом і встановили перед ним 400 мінних полів.
Наприкінці грудня загони фінських лижників здійснили кілька атак на радянські лінії постачання, але безуспішно, оскільки вони не могли розраховувати на прикриття у відкритій тундровій місцевості. Щоб протистояти їм, генерал Фролов побудував уздовж арктичного шосе дерев'яні бункери, озброєні кулеметами та 45-мм гарматами, а броньовані машини патрулювали шляхи постачання. Після закінчення війни, у березні 1940 року, район Петсамо та порт повернули Фінляндії, за винятком фінської частини півострова Рибальський, який відійшов до СРСР.

### 1940

#### Норвезька кампанія
Наприкінці 1939 року головнокомандувач військово-морськими силами грос-адмірал Е. Редер вперше вказав Гітлерові на стратегічне значення Норвегії у війні на морі. Скандинавія ставала вигідним плацдармом для атаки на Німеччину, а в разі окупації Норвегії британсько-французькими військами це означало б фактичну повну блокаду її військово-морського флоту.
14 грудня 1939 року А. Гітлером був виданий наказ щодо підготовки операції у Норвегії. У період з 14 по 19 січня керівництво Крігсмаріне розробило деталізовану версію цього плану. За задумом планувалася висадка повноцінного армійського корпусу, котрий мав у своєму складі дві піхотні, гірську, повітрянодесантну дивізії та мотопіхотну бригаду. Серед основних зон вторгнення визначалися портові міста в арктичних водах Нарвік і Тромсе. 1 березня 1940 року А. Гітлер схвалив остаточний план операції «Везерюбунг».

Карта першої морської битви біля Нарвіку 10 квітня 1940 року

12 березня Велика Британія вирішила направити експедиційні сили до Норвегії. 13 березня британські війська розпочали завантаження на борт, але згодом висадка була скасована через завершення Зимової війни. Натомість британський уряд проголосував за продовження мінування прибережних вод Норвегії та підготовку до висадки військ у разі загострення обстановки.

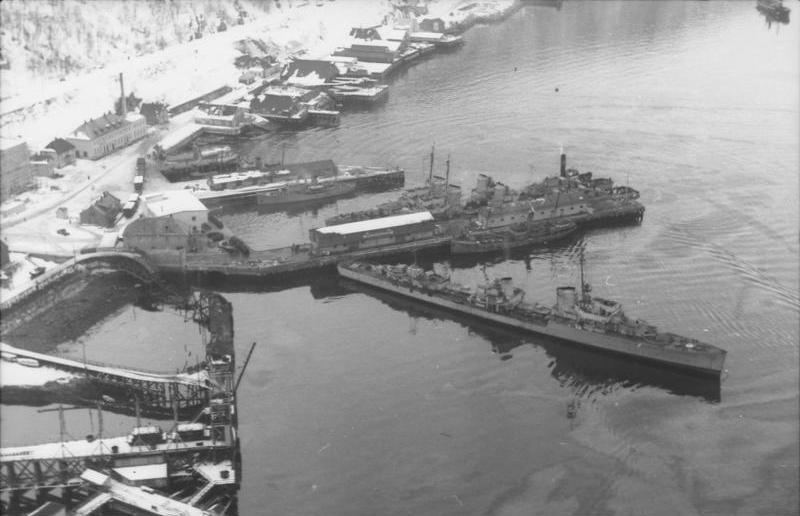
Німецькі есмінці в порту Нарвіка після висадки морського десанту. 9 квітня 1940

Британці розробили план превентивного вторгнення до Норвегії, який складався з двох частин: операції «Вілфред» і плану R4. Операцію «Вілфред» планувалося провести шляхом мінування територіальних вод Норвегії на шляхах перевезення руди з Нарвіка до Німеччини. Вважалося, що в цьому разі німецькі транспорти з рудою будуть вимушено рухатися осторонь від берега — в міжнародних водах, що робило би їх доступними для перехоплення силами британського флоту. Британське адміралтейство очікувало, що такі дії спровокують відповідь з боку Німеччини — або висадку німецьких військ у Норвегії, або демонстрацію намірів зробити це, після чого британські війська зможуть на більш-менш законних підставах вторгнутися до Норвегії.
У такому разі в силу вступав план R4 — взяття під контроль порту Нарвіка, висадку тут 18-тисячного контингенту, а також захоплення міст Євле і Лулео й, таким чином, перекриття доступу німцям до шведської руди, а в перспективі — зрив їхнього наміру розгорнути бази підводних човнів на узбережжі Норвегії.
8 квітня 1940 року силами Королівського британського флоту розпочалася морська військова операція «Вілфред» з постановки мінних загороджень у територіальних водах Норвегії між береговою лінією та островами.
9 квітня німецький вермахт почав операцію «Везерюбунг», вторгнувшись до Данії та Норвегії. Найпотужніше угруповання Крігсмаріне, I оперативна група під командуванням капітана-цур-зее Фрідріха Бонте вийшла з Бремергафена ще 6 квітня, а 9 числа увійшло в арктичні води поблизу Нарвіка. До складу оперативної групи входило 10 німецьких есмінців типу 1934А і 1936, на борту кожного перевозилося приблизно по 200 солдатів. Загалом 1900 гірських єгерів 139-го гірського полку 3-ї гірсько-піхотної дивізії генерала Едуарда Дітля. На переході морем лінкори «Шарнгорст» і «Гнейзенау» супроводжували есмінці, на борту яких перебував морський десант.
При вторгненні сталася битва за Нарвік, під час якої норвезькі панцерники берегової оборони «Ейдсволл» і «Нордж», що спробували чинити опір, загинули.

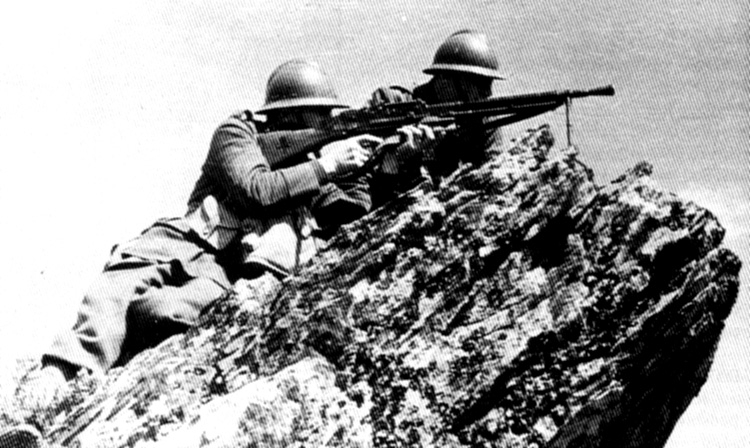
Воїни польської гірської бригади в боях за Нарвік. Весна 1940

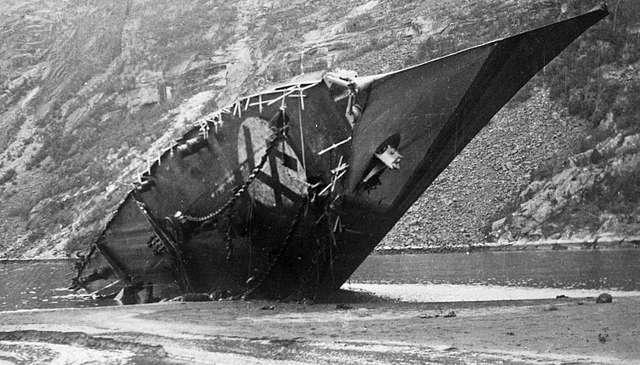
Німецький есмінець Z11 «Бернд фон Арнім», потоплений у другій битві за Нарвік. Квітень 1940

9 квітня відбувся морський бій біля Лофотенських островів між німецькими лінійними кораблями «Шарнгорст» і «Гнейзенау» та британською ескадрою адмірала Вільяма Вітворта, що мала у своєму складі лінійний крейсер «Рінаун» та дев'ять есмінців Після короткої перестрілки між основними кораблями, в якій сторони зазнали ушкоджень, командир німецької ескадри дав команду своїм кораблям відступити з поля бою.

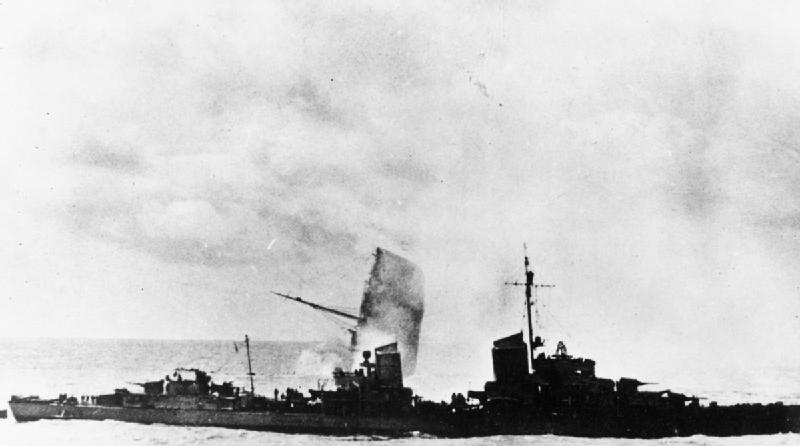
Німецький есмінець Z10 «Ганс Лоді» на фоні тонучого транспортного кораблі Orama. Операція «Юнона». 8 червня 1940

10 та 13 квітня в Уфут-фіорді сталися дві морські битви між британським Королівським флотом і Крігсмаріне. 10 квітня почалася перша морська битва за Нарвік — під час зіткнення британська 2-га флотилія есмінців капітана Б.Вобартон-Лі знищила два німецькі есмінці та вивела зі строю ще 3 есмінці, після чого атакувала вантажні судна противника в гавані Нарвіка, потопивши 11 (6 німецьких, 1 британське, 2 шведських і 2 норвезьких) з них, та відступила. Своєю чергою німецькі кораблі потопили в бою два британські есмінці «Гарді» і «Хантер».

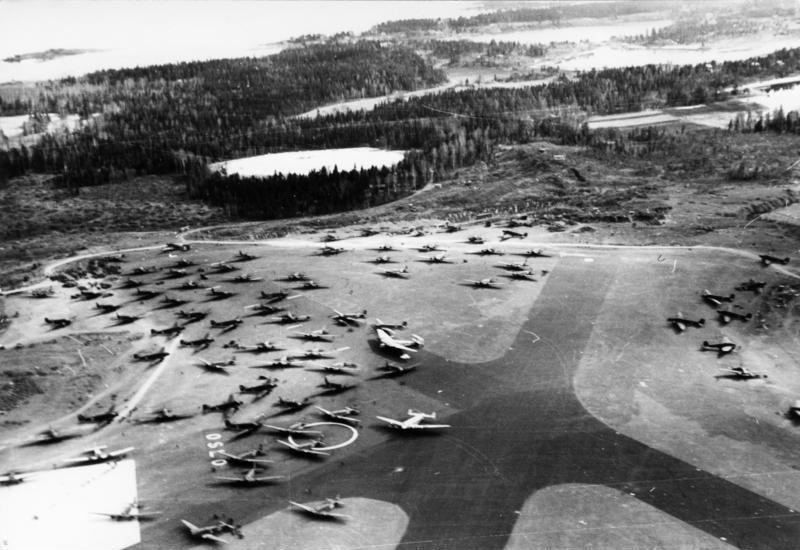
Німецькі літаки G.38, Ju 52, Ju 90, W 34 та He 111 на норвезькому аеродромі Форнебю. Норвезька кампанія. 1940

13 квітня у прибережних водах Нарвіка британський флот вдруге вщент розгромив німецьке угруповання, потопивши 8 есмінців та 1 підводний човен Крігсмаріне.
Тим часом на суходолі спалахнули наземні бої між норвезькими військами та німецькими силами вторгнення. 14 квітня 1940 року у рамках завоювання Норвегії на південь від Тронгейма та як контрзахід висадці союзників у районі Ромсдаль на південному заході Норвегії німці висадили парашутним способом роту десантників біля життєво важливого залізничного вузла Думбос. Протягом наступних п'яти днів німецькі війська блокували залізничну лінію Довре між Осло і Тронгеймом, а також головну дорогу між двома містами.
Незабаром на підтримку норвезькій армії прибули експедиційні сили союзників, французькі, британські та польські війська, які вступили в битву з німецькими гірськими військами, що висадилися на початку кампанії на узбережжя Норвегії, а також екіпажами бойових кораблів Крігсмаріне, що зазнали аварії або були потоплені союзниками, та німецькими парашутистами зі складу 7-ї повітряної дивізії Люфтваффе.
З 27 квітня до 8 травня на півночі Норвегії висадився Французький експедиційний корпус під командуванням полковника Антуана Бетуарта. До складу експедиційних сил входили 1-й Карпатський єгерський полк, укомплектований польськими військовими-емігрантами, і 13-й полк Іноземного легіону. 27 травня союзники опанували Нарвік. Німецькі війська, однак, міцно утримували контроль над пагорбами, що височіли над містом. Незабаром, відсутність артилерії, безперервні нальоти німецьких бомбардувальників, прибуття підкріплень з Німеччини і, перш за все, ситуація на Західному фронті, що утворилася після повномасштабного вторгнення вермахту в Нідерланди, Бельгію та Францію, змусили союзне командування відмовитися від ідеї врятувати Норвегію від ворожої окупації. У перший тиждень червня почалася евакуація союзних експедиційних сил з Норвегії; король Гокон VII залишив країну разом з членами уряду на борту британського важкого крейсера «Девоншир».
8 червня 1940 року в ході евакуації у швидкоплинному морському бою з німецькими лінійними кораблями «Шарнгорст» та «Гнейзенау», під командуванням віцеадмірала Вільгельма Маршалла, були затоплені британські авіаносець «Глоріос», есмінці «Ардент» і «Акаста», тральщик «Джуніпер». Загинуло 1 612 людей.
10 червня 1940 року капітулювали останні частини норвезької армії. Норвегія опинилася під управлінням німецької окупаційної адміністрації.
Після цього і до кінця 1940 року союзники обмежувалися локальними діями на морі. Так, 16 жовтня палубна авіація британського авіаносця «Фьюріос» завдала удару по німецькій базі гідролітаків у Тромсе.

### 1941
Починаючи з весни 1941 року британці в корні змінили тактику дій, перейшовши до активного застосування своїх відбірних підрозділів спеціального призначення, так званих командос. Головною метою було проведення спеціальних операцій на окупованих німцями територіях, влаштування диверсій, актів саботажу, щоб завдати максимальної шкоди заводам і німецьким окупантам. Британські сили, що діяли в Норвегії, поповнювалися колишніми норвезькими військовими, зокрема елітним підрозділом — ротою Лінге — яка отримала свою назву на честь командира, капітана Мартіна Лінге.
Першою масштабною акцією британських командос стала операція «Клеймор», під час якої ескадра британських есмінців супроводжувала два військових транспорти до тимчасово окупованих Лофотенських островів. У наслідок зухвалого рейду були знищені всі заводи з виробництва риб'ячого жиру, і знищено 10 суден противника. Однак, найціннішим здобутком операції стало захоплення частки деталей до шифрувальної машини «Енігма» та шифрувальних блокнотів. Командос спромоглися підняти ці «коштовності» з борту затонулого озброєного траулера «Кребса». Ця цінна здобич суттєво допомогла Урядовій школі кодів та шифрів Великої Британії в Блечлі-Парк зламати коди нацистів та викрити дешифрувальникам основні райони зосередження «вовчих зграй» U-Boot.
25 серпня — 3 вересня 1941 року Управлінням спеціальних операцій Великої Британії проведена операція «Гонтлет». Силами британських, канадських та норвезьких збройних сил за підтримки кораблів британського флоту на окупованому норвезькому острові Західний Шпіцберген була знищена інфраструктура вугільної промисловості та інші важливі об'єкти для недопущення їхньої експлуатації німцями, а також проведена евакуація тамтешнього населення. Зокрема 2000 радянських робітників вугільних шахт разом із усім знімним обладнанням було перевезено до Архангельська на кораблі «Імператриця Канади», а вісім захоплених кораблів доставлено до Великої Британії.

Карта плану операції «Зільберфукс»

У грудні 1941 року 300 бійців загону No. 12 британських командос та 1-ї окремої норвезької роти з метою дезорганізації тилу німецьких військ на окупованих Лофотенських островах провели операцію «Анкліт». Практично одночасно британський штаб об'єднаних операцій силами зведеної десантної групи з No. 2, No.3, No.4 та No.6 загонів командос реалізував подібний рейд, атакувавши острів Вогсей у Согн-ог-Ф'юране. Успішне проведення рейдів британськими командос змусило А.Гітлера утримувати в Норвегії 30 000 військ на регулярній основі, постійно удосконалювати берегову оборону та загалом докладати максимум зусиль на утримання колосальних територій, на які на думку фюрера могли висадитися британці. До того ж, Гітлер вважав, що головною метою вторгнення союзних військ до Норвегії буде сприяння вступу на боці антигітлерівської коаліції Швеції та перехід на їхній бік Фінляндії.

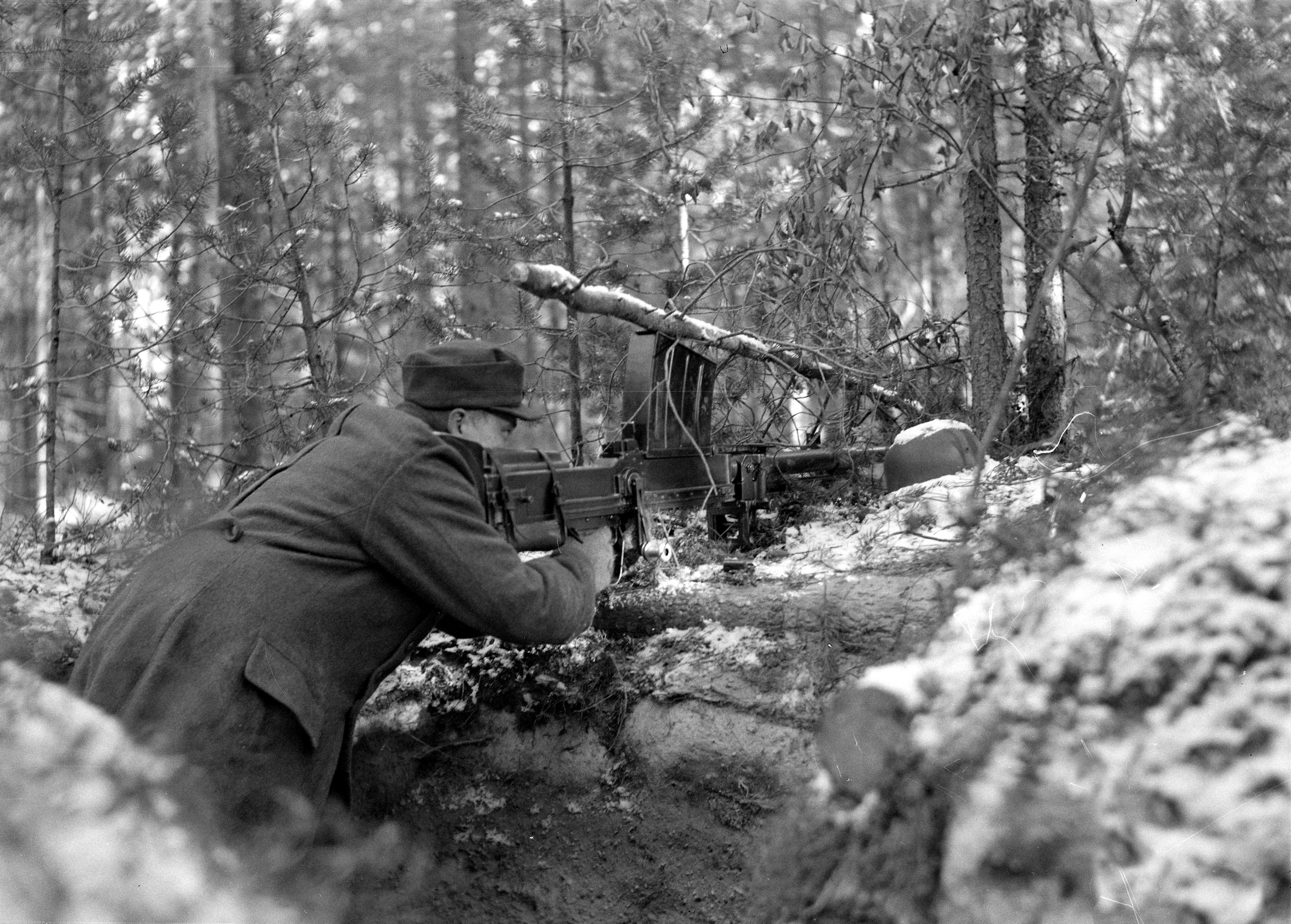
Фінський солдат веде вогонь з 20-мм протитанкової рушниці Lahti L-39 по радянських військах. 18 жовтня 1941 року

#### Оборона Заполяр'я
Влітку 1941 року вермахт розпочав вторгнення до Радянського Союзу. На найпівнічнішому фланзі вторгнення проводилася операція «Зільберфукс». Її метою визначалося окупація міста Мурманськ на Баренцевому морі, для того щоб позбавити СРСР єдиного незамерзаючого порту на Північному Льодовитому океані, та перерізання залізничної колії, яка з'єднувала місто з Ленінградом. Командування операцією було доручено генералу Едуарду Дітлю, командиру гірського корпусу «Норвегія», до якого входили 2-га та 3-тя гірсько-піхотні дивізії.
Операція почалася 29 червня 1941 року, але через складний характер місцевості — рідку тундру без рослинності та прохідних доріг, усіяну озерами та болотами — відсутність підтримки з повітря та нестачу артилерії, у поєднанні з опором, що чинили війська Червоної армії, наступ німецьких та фінських військ відбувався у надзвичайно важких умовах.
17 липня подальший наступ довелося зупинити після того, як було пройдено лише 55 кілометрів з приблизно 100 від Кіркенеса до Мурманська. Аналогічно склалася ситуація у смузі наступу III фінського армійського корпусу генерал-лейтенанта Я. Сііласвуо, який наступав південніше німецького корпусу, на Кандалакшу. Між 8 і 19 вересня німці ще двічі спробували прорватися до визначеної цілі, але після незначного просування їм врешті довелося зупинитися на захопленому рубежі по західному березі річки Ліца. 7 листопада і 21 грудня радянські війська Північного фронту спробували провести два контрнаступи, але також не мали значного успіху.
У квітні 1942 року радянська 14-та армія генерал-лейтенанта Фролова В. О. здійснила чергову спробу знищити німецькі війська, що їй протистояли і все ще становили загрозу Мурманську. Втім наступ через опір німців довелося зупинити 10 травня. Фронт на крайній півночі перейшов у глуху позиційну фазу і залишався таким до капітуляції Фінляндії 19 вересня 1944 року, коли німецькі війська змушені були відступити до Норвегії. Невдача на північному фланзі німецько-радянського фронту серйозно вплинула на подальший перебіг війни, оскільки протягом наступних трьох років до північних радянських портів безперервно прибували судна союзників, навантажені озброєнням, припасами, майном і сировиною, постачаємі за ленд-лізом, що суттєво допомагало підтримувати радянські військові зусилля до кінця війни.

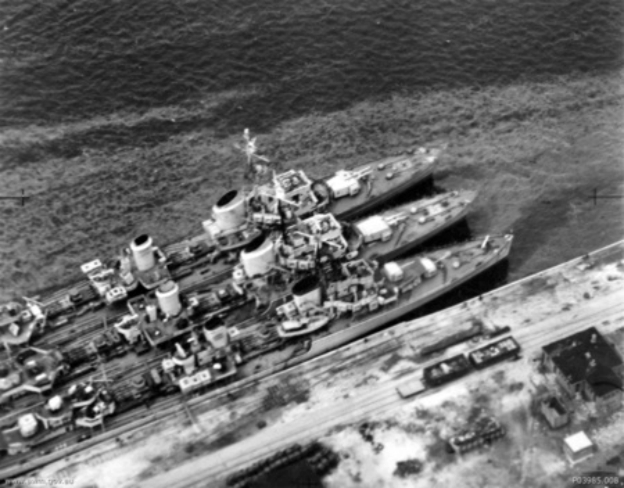
Три німецькі есмінці на військово-морській базі

#### Рейд на Кіркенес та Петсамо
Наприкінці червня 1941 року Крігсмаріне з метою підтримки наземних військ на лапландському фронті зосередило п'ять есмінців 6-ї флотилії у норвезькому порту Кіркенес, надзвичайно зручній відправній точці для рейдів проти радянського узбережжя Арктики. 10 липня німецькі есмінці двома групами здійснили рейд уздовж узбережжя Кольського півострова: біля Теріберки «Лоді», «Гальстер» і «Бейтцен» атакували невеликий радянський конвой, потопивши патрульний корабель «Пасат» і траулер, інші два есмінці, дійшовши до Йоканьгі, не знайшли цілей для атаки.
20 липня масштабний наліт Люфтваффе на Мурманськ призвів до потоплення радянського есмінця «Стремітельний» і патрульного судна «Штиль». Через три дні німецька 6-та флотилія потопила гідрографічне судно «Меридіан» під час рейду між Йоканьгою та Теріберкою.
У двадцятих числах липня британський мінний крейсер-загороджувач «Едвенчур», навантажений військовими матеріалами, здійснив перехід Північним морем до Архангельська, це була перша місія союзників, яка довела доцільність і перспективність руху транспортних конвоїв цим маршрутом.
23 липня 1941 року британське корабельне авіаносне угруповання відійшло від берегів Ісландії і попрямувало до норвезького арктичного узбережжя для рейду на порти, якими користувалися німців. 29 липня чотири німецькі есмінці вирушили у рейд до Карської протоки, але місію було скасовано, коли було помічено кілька британських літаків, які летіли авангардом по курсу руху з'єднання «P» контрадмірала Фредеріка Вейк-Волкера. 30 липня літаки «Фьюріоса» розбомбили гавань Петсамо, де вони потопили вантажне судно, в той час як 12 «Альбакорів» з «Вікторіоса» атакували Кіркенес, де вони потопили ще одне судно і підпалили третє. Зрештою завдана шкода не була великою, а от британські сили втратили шістнадцять літаків, збитих зенітною артилерією або винищувачами противника.
9 серпня 1941 року три німецькі есмінці здійснили черговий рейд до гирла Кольського фіорду, де після тривалого бою потопили радянський сторожовий корабель «Туман». Однак на зворотному шляху німецькі кораблі потрапили під обстріл берегових батарей і атаку радянських літаків. «Бейтцен», який отримав пошкодження, був змушений повернутися на базу для ремонту.
25 серпня два крейсери та три міноносці британського Домашнього флоту супроводжували океанський лайнер «Імператриця Канади» на Шпіцберген, щоб евакуювати його населення та вивести з ладу місцеві вугільні шахти. На зворотному шляху крейсери «Найджерія» та «Аврора» провели рейдові дії, потопивши 6 вересня біля Гаммерфіорду німецький навчальний артилерійський корабель «Бремзе».
З цього часу обидві сторони різко знизили інтенсивність застосування надводних корабельних угруповано, зосередивши свої головні зусилля на використанні підводних сил. Радянський Північний флот розгорнув свої човни біля берегів Норвегії ще з початком військових дій, але перший успіх відбувся лише 12 вересня 1941 року, коли Щ-422 вдалося потопити пароплав Ottar Jarl в Танафіорді. 12 серпня британці перекинули підводні човни «Тайгер» і «Трайдент» до Полярного, радянської військово-морської бази поблизу Мурманська, які розпочали діяти разом із новими союзниками. Перші німецькі підводні човни з'явилися на театрі дій у середині серпня, коли кілька U-Boot почали патрулювання у берегів Кольського півострова.

#### Гренландія
Захоплення Данії у квітні 1940 року за шість годин військами вермахту залишило данську колонію Гренландію неокупованою територією окупованого Королівства, з варіантами захоплення острову Великою Британією, Сполученими Штатами чи Канадою. Щоб запобігти цьому, США надали Гренландії гарантії безпеки. 7 червня 1941 року острів, за погодженням з данським урядом, був окупований бригадою американських морських піхотинців. 11 грудня Гренландія стала воюючою державою через оголошення Сполученими Штатами війни нацистській Німеччині. В міру нарощування воєнних дій у Північній Атлантиці, метеорологічна розвідка ставала дедалі все більш важливішою, оскільки її результати впливали на військове планування та маршрути руху кораблів і конвоїв. Гренландія перетворилася на невіддільну частину північноатлантичної погодної війни.
Починаючи з серпня 1942 року, німці розгорнули чотири таємні метеостанції на східному узбережжі Гренландії. Перша експедиція на острові Сейбін була виявлена навесні, але її успішно евакуювали летючим човном Do 26 перш, ніж її атакували союзники. Восени та взимку 1943—1944 років на острові Шеннон успішно діяла друга німецька експедиція; навесні її персонал вивезли з Гренландії. Дві експедиції в жовтні 1944 року було виявлено та захоплено місцевим патрульним загоном, відомим як Санний патруль, перш ніж німці змогли розгорнути свою діяльність.

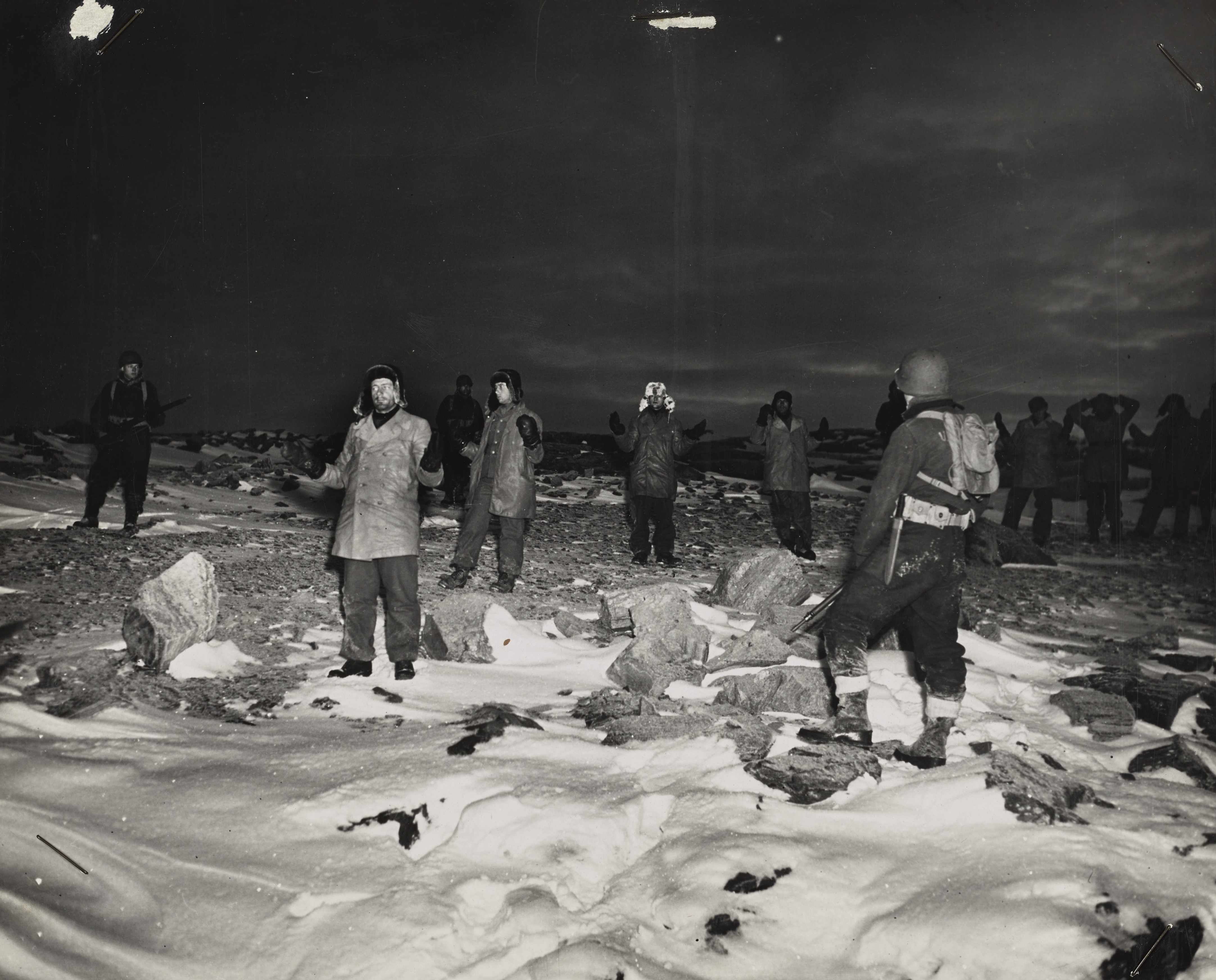
Співробітники метеостанції «Едельвейс II» на північному сході Гренландії взяті в полон американськими солдатами. 4 жовтня 1944 року

#### Перші арктичні конвої
21 серпня 1941 року з Гваль-фіорду в Ісландії вийшов конвой «Дервіш» — перший транспортний конвой, який цілеспрямовано рушив від берегів Сполученого Королівства до Радянського Союзу. Конвой, що складався з п'яти торговельних суден і танкера, супроводжував авіаносець «Вікторіос» і крейсери «Девоншир» і «Саффолк». 31 серпня, не зазнавши жодних німецьких атак, конвой прибув до порту Архангельська.
28 вересня 1941 року розпочалося регулярне сполучення між двома державами антигітлерівської коаліції, коли конвой QP 1 вийшов з Архангельська до Ісландії, а наступного дня конвой PQ 1 вирушив у протилежному напрямку. Навіть, коли в середині 1942 року були нарешті відкриті інші шляхи постачання до СРСР (так званий «Трансіранський коридор» між Перською затокою та Каспійським морем через територію окупованого Ірану та маршрут Владивосток-США через північну частину Тихого океану, арктичний маршрут залишався найшвидшим способом доставки військових матеріалів воюючій Червоній армії. Масові поставки американських і британських літаків і військової техніки, отриманої за ленд-лізом, відбувалися саме північними конвоями, попри навіть тому, що арктичні води виявилися найнебезпечнішими як за кліматичними умовами, так і через активну протидію противника. Так лише у липні-грудні 1941 року 40 % усіх поставок йшло саме цим маршрутом, але близько 15 % відправлених вантажів було втрачено.
Німецька боротьба з арктичними конвоями розвивалася повільно, насамперед через невелику кількість повітряних і морських засобів, спочатку розгорнутих у північній Норвегії. 20 грудня 1941 року німецькі есмінці Z23, Z24, Z25 і Z27 8-ї флотилії вийшли на перехоплення конвою PQ 6, який прямував до Мурманська, пошкодили британський тральщик, але відступили, коли у районі зіткнення з'явилися крейсер «Кент» і два радянських есмінці. 25 грудня Крігсмаріне організували першу «вовчу зграю» в арктичних водах («Улан») з підводних човнів U-134, U-454 і U-584, які 2 січня 1942 року здобули свого першого успіху, потопивши південніше острова Ведмежий британське вантажне судно «Вазирістан», яке відстало від конвою PQ 7A. 17 січня 1942 року вовча зграя «Улан» здійснила першу скоординовану атаку на арктичний конвой PQ 8, і U-454 вдалося пошкодити вантажне судно та потопити британський есмінець «Матабеле». Загибель цього есмінця майже з усім екіпажем спонукала командувача Домашнім флотом адмірала Тові відрядити британську військово-морську групу до Мурманська на постійну основу та чинити тиск на командування Північного флоту, щоб вони більше активно співпрацювали у справі забезпечення супроводження конвоїв.

### 1942

#### Арктичні конвої
1 березня 1942 року 16 суден конвою PQ 12 вийшли з Рейк'явіку у супроводі лінкора «Дюк оф Йорк», лінійного крейсера «Рінаун», важкого крейсера «Кеніа» та дев'яти есмінців, у той же час п'ятнадцять вантажних суден конвою QP 8 вирушили з Мурманська в протилежному напрямку, їх супроводжував легкий крейсер «Найджерія», радянські міноносці «Гремящий» та «Громкий», а також деякими тральщиками та британськими корветами. Така активність військово-морських сил противника була виявлена розвідниками Люфтваффе FW 200, і 6 березня лінкор «Тірпіц», який щойно прибув до арктичних вод, у супроводі чотирьох есмінців вийшов з Тронгейма на перехоплення ворожого конвою. Про вихід нацистських кораблів повідомив британський підводний човен «Сівулф», і адмірал Тові негайно вивів у море зі Скапа-Флоу ударне угруповання Домашнього Флоту з лінкору «Кінг Джордж V», авіаносця «Вікторіос» і крейсера «Шеффілд». Через суворі погодні умови, погану видимість силам Тові не вдалося перехопити рейдову групу Крігсмаріне, а німцям, у свою чергу, вдалося потопити лише одне торгове судно, що відстало від QP 8. На зворотному шляху «Тірпіц» було невдало атаковано дванадцятьма торпедоносцями «Вікторіоса», натомість британський авіаносець уникнув бомбардування трьох Ju 88 Люфтваффе.

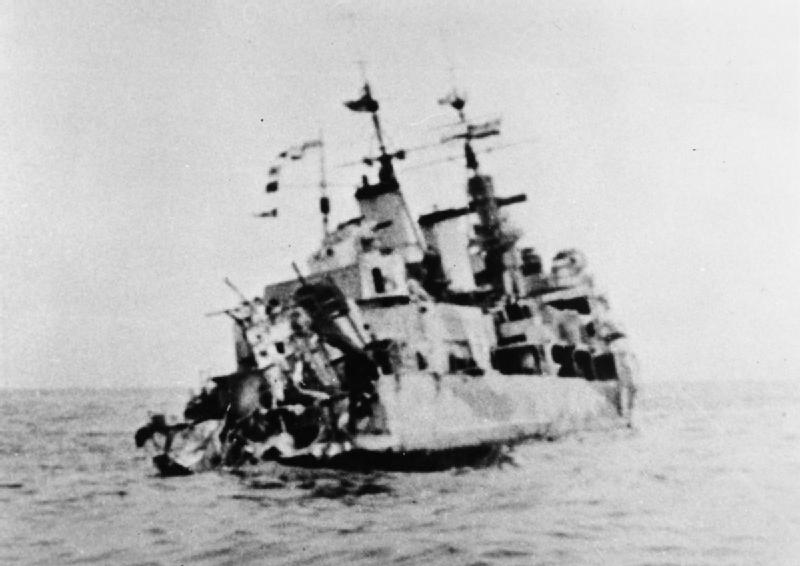
Британський легкий крейсер «Единбург», що входив до складу ескорту конвою QP 11, після отримання пошкоджень унаслідок торпедної атаки німецької субмарини U-456 та есмінців Z7 «Герман Шоманн», Z24 і Z25. 30 квітня 1942 року

18 березня вісімнадцять торговельних суден конвою PQ 13 вийшли від берегів Ісландії, а зворотний конвой QP 9 вийшов з Мурманська, маючи у своєму складі 21 вантажне судно; обидва конвої потрапили в сильний шторм і розпалися. На полювання на ворожі транспортні судна в море вийшли десять німецьких підводних човнів і три есмінці. 24 березня корвет «Шарпшутер» зі складу ескорту конвою QP 9 протаранив і потопив підводний човен U-665. 28 березня Ju 88 потопили два торговельних судна, що відстали від головних сил. Вранці 29 березня три німецькі есмінці типу «Нарвік» Z24, Z25 і Z26 вийшли на PQ 13, потопили вантажне судно, але потім наразилися на британські крейсер «Тринідад» і есмінець «Ф'юрі». В результаті зіткнення Z26 було сильно пошкоджено вогнем «Тринідаду». Але коли крейсер випустив торпеду, щоб добити пошкоджений німецький есмінець, торпеда, здійснивши розворот, врізалася у власний крейсер, спричинивши серйозні пошкодження і загибель 32 членів екіпажу. Два німецькі есмінці врятували вцілілих затонулого Z26, який незабаром пішов на дно, і повернулися на базу. Пізніше підводний човен U-376 підібрав ще 8 вцілілих моряків, хоча 243 члени екіпажу загинули. Ще два торгові судна були потоплені підводними човнами, а чотири були втрачені внаслідок повітряних нальотів після прибуття до Мурманська.
8 квітня 1942 року з Ісландії вийшов конвой PQ 14 з 24 торгових суден, а через два дні з Мурманська назустріч вийшов PQ 10 з п'ятнадцятьма вантажними суднами. Німецькі есмінці не змогли перехопити ворожий конвой, натомість підводні човни Крігсмаріне і бомбардувальники потопили шість торгових суден, а шістнадцять вантажних суден і два тральщики, що супроводжували PQ 14, були змушені повернути назад, оскільки були пошкоджені льодовими заторами біля острова Ян-Маєн. 26 квітня черговий конвой PQ 15 вийшов з Ісландії з 25 вантажними суднами у супроводі значного військово-морського угруповання, вперше включаючи загін американських кораблів з лінкором «Вашингтон», важкими крейсерами «Вічита» і «Тускалуза» і чотирма есмінцями, а через два дні тринадцять вантажних суден конвою QP 11 вийшли з Мурманська. Німецькі розвідники виявили останній конвой і направили проти нього групу з семи підводних човнів і трьох есмінців.
У другій половині дня 30 квітня U-456 серйозно пошкодив крейсер «Единбург», який очолював ескорт конвою QP 11, а есмінці Z7 «Герман Шеман», Z24 і Z25 спробували атакувати конвой, потопивши одне судно і пошкодивши друге, перш ніж були відбиті рештою ескорту. Три німецькі есмінці потім попрямували до місця торпедування «Единбурга», який відстав від основних сил та залишився позаду: німці дали крейсеру бій. Унаслідок зіткнення було пошкоджено два британські есмінці, що допомагали «Единбургу», але німецький есмінець «Шеман», у свою чергу, зазнав важких пошкоджень у результаті вогню британської корабельної артилерії, що врешті-решт призвело до його затоплення. Важливо підкреслити, що «Единбург» таємно перевозив вантаж у 4570 кілограмів радянського золота як часткову оплату за постачання зброї, яке затонуло разом з кораблем: воно було знайдене лише двома партіями в період з кінця 1981 по 1986 рік. Решта конвою QP 11 досягла Ісландії без подальших втрат.

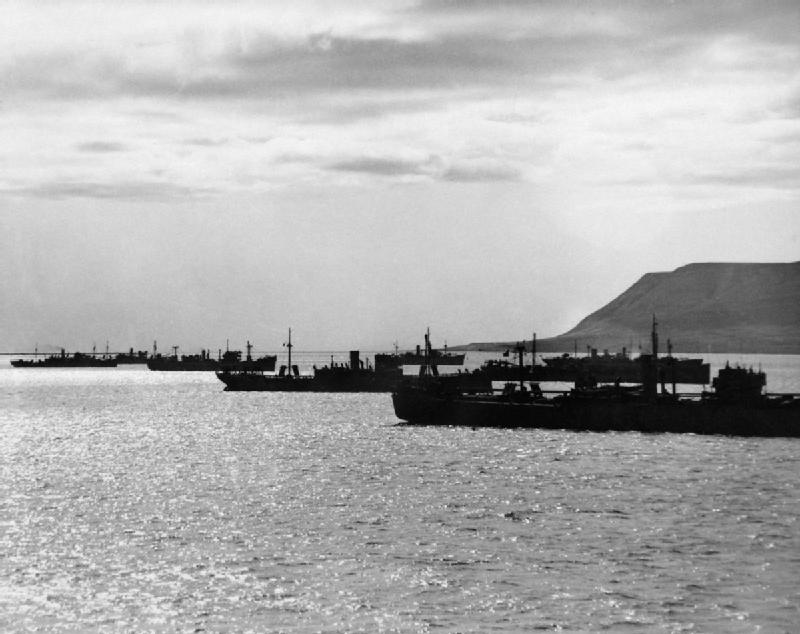
Формування арктичного конвою PQ 16. Гваль-фіорд. Ісландія. Травень 1942 року

13 травня 1942 року «Тринідад», тимчасово відремонтований, вийшов з радянської військово-морської бази. Але дуже швидко його виявила повітряна розвідка Люфтваффе і, серйозно пошкоджений ударами Ju 88 III./KG30, крейсер був затоплений екіпажем. На «Тринідаді» загинуло 80 людей, чверть з яких були вцілілими з крейсера «Единбург», який був потоплений 2 травня тральщиком «Харрієр».

Карта розгрому конвою PQ 17

#### Конвой PQ 17
О 16:00 27 червня 1942 року конвой під кодовою назвою PQ 17 вийшов з ісландського порту Гваль-фіорд, прямуючи до Архангельська. Цей конвой складався з 35 вантажних суден і танкера-заправника «Олдерсдейл» типу «Дейл». Вантаж, призначений для Радянського Союзу, майже повністю складався з військової техніки — танків, літаків, вантажівок та іншого обладнання загальною вагою 156 000 тонн і вартістю на той час близько 700 мільйонів доларів.

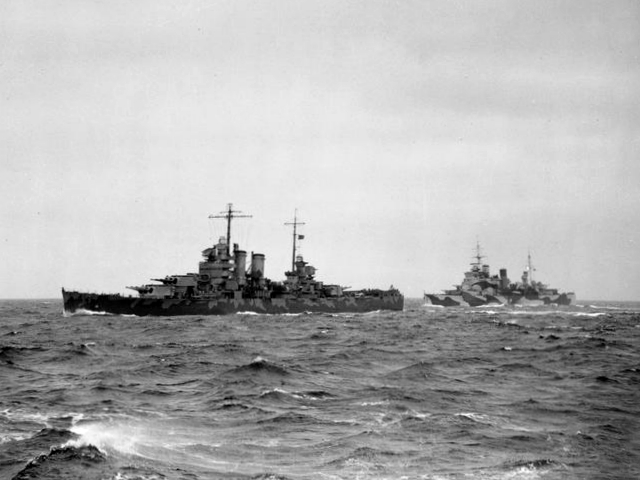
Важкі крейсери «Лондон» і «Вічита» в ході супроводу арктичного конвою PQ 17. Червень 1942 року

Зважаючи на його цінність, було створено потужний ескорт, поділений на три групи: перша, для ближнього супроводу, під командуванням командера Джека Брума, у складі трьох есмінців, трьох ескортних міноносців, 4 протичовнових траулерів, 4 сторожових кораблів, 3 тральщиків, 2 кораблів ППО, 2 підводних човнів, трьох рятувальних суден і танкера. Друга група, під командуванням контрадмірала Луїса Кеппела Гамільтона, з британських «Норфолк» і «Лондон» й американських крейсерів «Вічита» і «Тускалуза», а також трьох есмінців супроводу. Третя група, на чолі з командувачем Флоту метрополії адміралом Джоном Тові, призначалася для дальнього супроводу і мала у своєму складі авіаносець «Вікторіос», лінкори «Дюк оф Йорк», «Вашингтон», крейсери «Камберленд» і «Найджеріа», дев'ять есмінців і три ескортні міноносці. Додатково, союзники організували лінію патрулювання з летючих човнів і дві лінії спостереження з 13 підводних човнів між мисом Нордкап і островом Ведмежий, щоб прикрити лінію підходу до конвою, коли він рухався на схід.
На перехоплення конвою німці вислали дві ескадри: перша, під командуванням адмірала Отто Шнівінда з Тронгейма, складалася з лінкора «Тірпіц», важкого крейсера «Адмірал Гіппер», чотирьох есмінців і двох міноносців. Друга група, під командуванням віцеадмірала Оскара Кумметца, вийшла з Нарвіка, до її складу входили «кишенькові» лінкори «Адмірал Шеєр» і «Лютцов» і п'ять есмінців. Наказом Гітлера, однак, заборонялося атакувати надводні кораблі в разі присутності авіаносців союзників в районі проведення операцій, що сильно обмежувало дальність дій німецьких кораблів. Водночас, рейхсмаршал авіації Герман Герінг вжив заходів щодо зосередження 264 бомбардувальників і винищувачів-бомбардувальників, деякі з яких були пристосовані для використання торпед, на аеродромах навколо Нордкапа, щоб збільшити дальність розвідки та посилити спроможності щодо здійснення повітряних атак на кораблі союзників. Надводні сили було доповнено силами підводних човнів і в операції було задіяно два з'єднання підводних човнів під командуванням адмірала Губерта Шмундта, в той час як повітряні сили виділили дві бомбардувальні ескадри: KG 26 і KG 30 під командуванням генерала Ганса-Юргена Штумпфа.
1 липня конвой PQ 17 був виявлений U-456 і розвідувальним літаком Fw 200 Condor східніше острова Ян-Маєн. Відразу ж командування морських операцій Крігсмаріне, виявивши, що основна частина ескорту противника знаходиться далеко від конвою, віддало команду на початок операції «Рессельшпрунг», скоординованої атаки всіх надводних, підводних кораблів та авіації на конвой. Місцем зустрічі двох німецьких ескадр було визначено точку навпроти гирла Алта-фіорду, але «Лютцов» і три есмінці наразилися на мілину і були змушені повернутися назад.
Пізно ввечері 4 липня Гітлер дав дозвіл на вихід надводних кораблів, об 11:00 5 липня розпочався рух. Але, з огляду на успішні дії авіації та підводних човнів став очевидним, і о 22:00 кораблям було наказано повернутися, але до цього часу невизначеність Британського адміралтейства щодо справжнього місця перебування німецьких військових кораблів призвела до катастрофи для PQ 17. Ввечері 4 липня перший морський лорд наказав ескорту повернутися, а суднам конвою — розосередитися і йти до радянських портів поодинці. Адмірал сер Дадлі Паунд вважав, що ймовірно, що всі чотири німецькі важкі військові кораблі мали вийти в море, щоб атакувати конвой орієнтовно після 02:00 5 липня.
Німці, отримавши з донесень повітряної розвідки та підводних човнів інформацію, що конвой залишився беззахисним, максимально скористалися ситуацією й влаштували справжню бійню конвою PQ 17. Унаслідок атак бомбардувальників та підводних човнів було потоплено 22 з 35 торгових суден, що виходили з Гваль-фіорда. Крім транспортів німці також потопили рятувальне судно «Зафаран» та танкер-заправник «Олдерсдейл». Таким чином, загальна кількість втрат PQ-17 становила 24 судна. Внаслідок розгрому транспортного конвою було знищено близько 144 000 тонн цінного вантажу з 156 000, що перебували на борту, в тому числі 430 танків з 594, 210 літаків з 297, 3 350 автомашин з 4 246, що доставлялося суднами. Загинули 153 союзні моряки. Лише одинадцять суден змогли дістатися радянських портів на архіпелазі Нова Земля або Архангельська, а важкі втрати, яких зазнав конвой PQ 17, змусили Британське адміралтейство призупинити відправлення конвоїв до Радянського Союзу до осені.

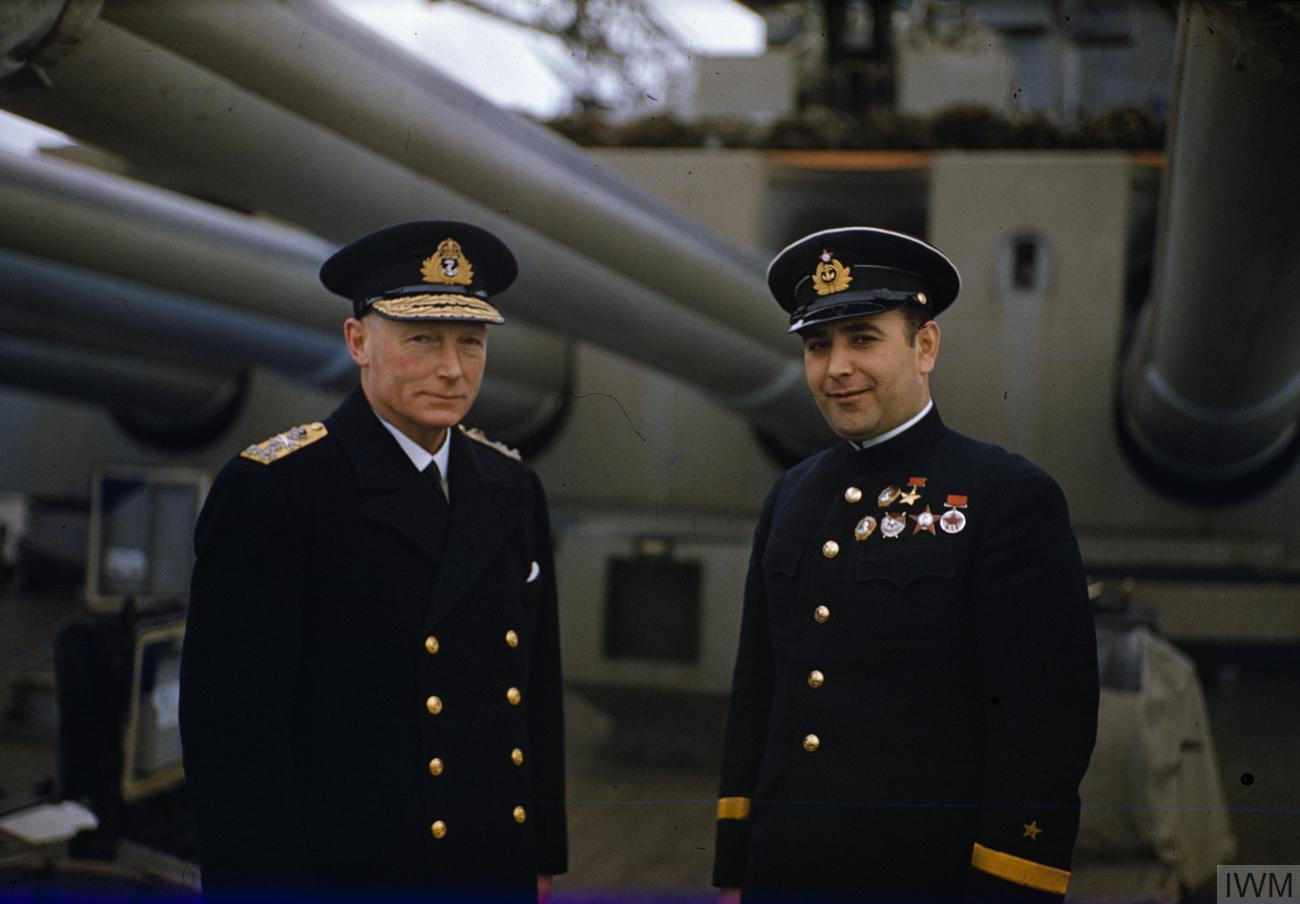
Командувач британського Домашнього флоту адмірал Джон Тові з Героєм Радянського Союзу капітаном 1-го рангу Єгипко М. П.. 1942

#### Операція «Вундерланд»
Починаючи з січня 1942 року невеликі групи німецьких підводних човнів почали патрулювати все далі і далі на північ, проникаючи у води Карського моря в переслідуванні радянських прибережних конвоїв, що транспортували сировину, видобуту в сибірських регіонах, союзникам. Незадоволене результатами, досягнутими до цього часу на цьому віддаленому театрі війни, командування Крігсмаріне запланувало на початку серпня 1942 року дуже сміливу операцію, в ході якої крейсер «Адмірал Шеєр» мав здійснити бойовий похід від норвезького узбережжя до важливого сибірського порту Діксон, вузла морських сполучень у регіоні, де базувався значний флот радянських криголамів.
16 серпня 1942 року, о 15:00, «Адмірал Шеєр» у супроводі есмінців «Фрідріх Еккольдт», «Штайнбрінк», «Ріхард Батцен» і двох підводних човнів, які виконували роль розвідників, вийшов із Нарвіка в акваторію Карського моря; розпочалася операція «Вундерланд». В ході місії німецька корабельна група не зустріла ніякого опору, але й не мала багато цілей для нападу, оскільки її вилазка була своєчасно виявлена британськими розвідувальними службами.

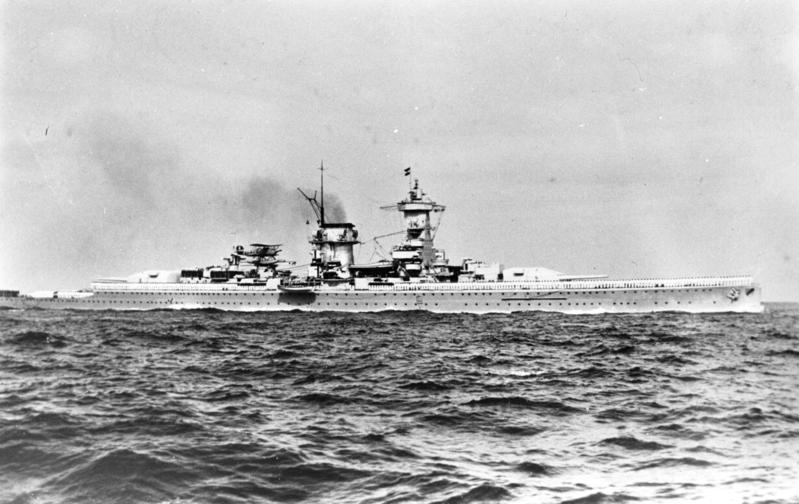
Німецький важкий крейсер «Адмірал Шеєр»

25 серпня, потопивши самотній криголам «Александр Сибиряков», «Шеєр» націлився на Діксон, обстрілявши гавань і пошкодивши два інші судна, що стояли там на якорі. 30 серпня німецький крейсер повернувся на базу, побоюючись можливого перехоплення повітряними і підводними силами Північного флоту. Група підводних човнів залишалася в Карському морі до початку вересня, потопивши за цей час кілька поодиноких суден і обстрілявши з корабельних гармат радянську метеорологічну станцію на віддаленому острові Усамітнення. Втім, зрештою, операція «Вундерланд» не здобула значних успіхів.
4 вересня, в очікуванні відправлення чергового конвою, до Мурманська прибули 32 британські бомбардувальники, але не всі вони досягли місця призначення: у восьми літаків закінчилося пальне і їм довелося здійснити вимушену посадку у Швеції, один був помилково збитий радянськими винищувачами, а дев'ятий бомбардувальник розбився в Норвегії, де екіпаж потрапив у полон разом з документами конвою.
8 вересня 1942 року судноплавство відновилося, коли конвой PQ 18 вийшов з Ісландії в Архангельськ. 39 торговельних суден супроводжували значні військово-морські сили, включаючи британські лінкори «Дюк оф Йорк» і новенький «Енсон», три крейсери, близько 20 есмінців, кілька легких кораблів і вперше йшов ескортний авіаносець «Евенджер», який мав забезпечувати повітряне прикриття протягом усього переходу. Наявність такого ескорту стримувала німців від застосування надводних сил, але підводні човни і Люфтваффе кілька разів атакували конвой. До 21 вересня, коли PQ 18 нарешті прибув до місця призначення, тринадцять торговельних суден було потоплено ціною втрати трьох німецьких підводних човнів і за різними оцінками від 22 до 44 літаків. У той же час конвой QP 14, який 13 вересня відплив у зворотному напрямку з двадцятьма вантажними суднами, втратив британські есмінець «Сомалі», тральщик «Леда» і чотири вантажні судна внаслідок атак «вовчої зграї» «Трагертод», ціною лише одного пошкодженого підводного човна.
Через відправку великої кількості ескортних підрозділів для участі в операції «Смолоскип» з висадки десанту в Північній Африці британське командування призупинило відправку конвоїв серії PQ. Проте, починаючи з 29 жовтня тринадцять суден, вже зібраних в Ісландії, відпливли до Мурманська без супроводу, а ще двадцять три відійшли від радянського узбережжя (операція «FB»). Атаки німецьких підводних човнів, літаків і есмінців призвели до втрати шести суден разом з радянським кораблем супроводу, хоча U-408 був потоплений морським патрульним літаком PBY «Каталіна», що діяв з Ісландії.

#### Останні конвої року
17 листопада 31 вантажне судно конвою QP 15, останнього з цієї серії, вийшло з Архангельська до Ісландії, але 20 листопада конвой потрапив у сильний шторм, який розкидав і судна, і конвой. Лише два торговельні судна згодом стали жертвами ворожих підводних човнів. До цих втрат додалися два радянські кораблі, есмінець «Сокрушительний» та лідер есмінців «Баку», нещодавно переведені з Тихоокеанського флоту, перший з яких був потоплений, а другий серйозно пошкоджений штормовим морем.
15 грудня 1942 року британці започаткували нову серію конвоїв, коли JW 51A відплив з шотландського Лох Ю до Мурманська. Під сильним ескортом британського флоту конвой не був помічений німецькими розвідниками, але все ж таки втратив п'ять суден на морських мінах, встановлених німцями біля Кольського півострова. 22 грудня тринадцять торговельних суден конвою JW 51B вийшли в море, але були виявлені німецькою розвідкою. Командування Крігсмаріне направило на перехоплення потужну надводну групу під командуванням віцеадмірала Оскара Кумметца у складі важких крейсерів «Адмірал Гіппер» і «Лютцов» у супроводі п'яти есмінців. Вранці 31 грудня німецька ескадра помітила судна JW 51B у Баренцевому морі: в розпал хуртовини «Гіппер» і «Лютцов» вийшли назустріч, але були зупинені нечисленним ескортом конвою, який зумів утримати німецькі кораблі подалі від беззахисних суден, незважаючи на втрату есмінця «Акейтес» і тральщика, а також серйозні пошкодження трьох інших есмінців.

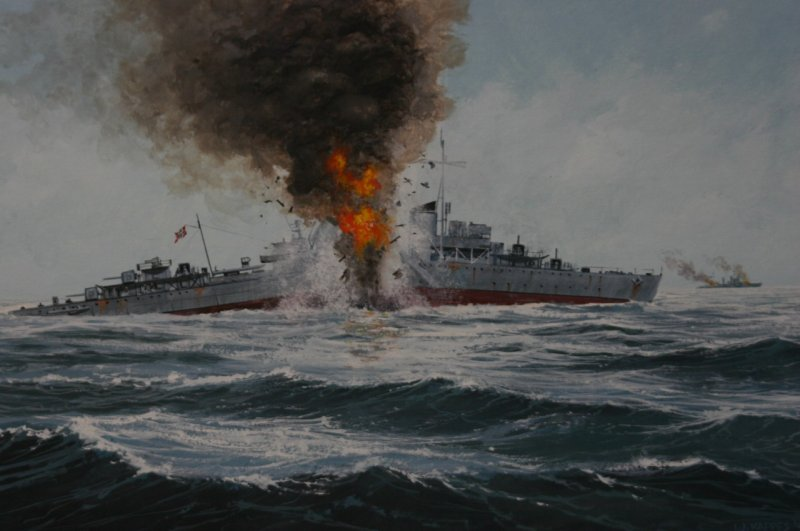
Остання мить німецького есмінця Z16 «Фрідріх Еккольдт», що загинув у бою у Баренцевому морі. 31 грудня 1942

Час, виграний ескортом, виявився корисним, оскільки близько 12:00 до місця зіткнення підійшли британські крейсери «Джамайка» та «Шеффілд». Британські кораблі з ходу атакували німецьку ескадру, пошкодивши «Гіппер» і потопивши есмінець «Фрідріх Еккольдт», що врешті-решт змусило Кумметца припинити бій і відступити. Бій у Баренцевому морі став серйозною втраченою можливістю для німців і викликав різку критику Гітлера щодо спроможностей надводних сил Крігсмаріне протистояти британському флоту. Капітан Роберт Шербрук, командир ескорту JW 51B, був нагороджений хрестом Вікторії, найвищою нагородою Великої Британії, за свою мужність в ході битви.

### 1943
На початку 1943 року протистояння в арктичних водах між конвоями союзників і німецькими Крігсмаріне та Люфтваффе почало змінюватися на користь перших. Більш потужніші ескортні групи та нові засоби боротьби з підводними човнами, разом із дедалі масштабнішою авіаційною підтримкою палубної авіації на авіаносцях і дальніх бомбардувальників значно зменшили втрати, які могли спричинити гітлерівські підводні човни. За перші два місяці 1943 року 59 вантажним суднам конвоїв JW 51B, JW 52 і JW 53 вдалося досягти радянських портів Півночі ціною втрати лишень чотирьох торговельних суден. Але в середині березня британське командування призупинило подальші поставки після того, як розвідка доповіла про зосередження в Нарвіку потужної німецької надводної ескадри з лінкорів «Тірпіц», «Шарнгорст» та крейсера «Лютцов».
На початку серпня командування Крігсмаріне організувало проведення операції «Вундерленд II», відправивши групу підводних човнів до Карського моря. Чотири підводні човни із застосуванням торпед і мін потопили стільки ж радянських вантажних суден, результат значно нижчий від очікувань, що покладалися на рейдову групу субмарин.

#### Операція «Цитронелла»
8 вересня 1943 року потужне німецьке військово-морське угруповання у складі «Тірпіца», «Шарнгорста» та дев'яти есмінців атакувало острів Шпіцберген. Поки лінкори нейтралізували слабку берегову оборону, есмінці висадили піхотний батальйон 230-ї піхотної дивізії у Баренцбурзі, вигнавши норвезький гарнізон Лонг'їра і знищивши заводи з виробництва електроенергії та склади сировини й матеріалів. Рейд, фактично єдине бойове використання «Тірпіца» за всю історію його служби, завершився наступного дня, коли німці посадили на борт свої війська та повернулися на базу.
1 листопада 1943 року союзники відновили свої регулярні конвої, коли JW 54A та JW 54B відпливли від озера Лох Ю до порту Архангельськ, а RA 54A та RA 54B вирушили у зворотному напрямку. Усі прибули до місця призначення без жодних втрат.

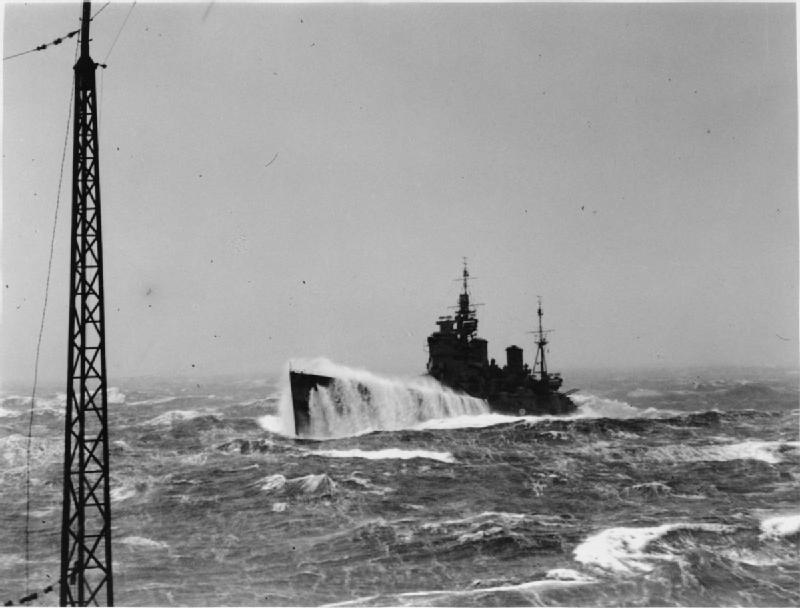
Британський лінійний корабель «Дюк оф Йорк», що був флагманом далекого ескорту конвоїв JW 55A і JW 55B

У вересні 1943 року було проведено першу операцію із застосуванням надмалих підводних човнів типу «X» — операція «Сорс» — спроба нейтралізувати важкі німецькі військові кораблі, що базувалися у Каафіорді, Нордкап у Північній Норвегії. До операції було залучено шість надмалих субмарин типу «X», але лише два успішно заклали свої заряди під німецьким лінкором «Тірпіц». Два вийшли з ладу під час буксирування до Норвегії, один зазнав механічної несправності та затонув, ще один потонув після нападу. Тільки X6 та X7, якими командували лейтенант Дональд Кемерон та лейтенант Годфрі Плейс відповідно, здобули успіх. «Тірпіц» зазнав серйозних пошкоджень і його відновлення та повернення до строю тривало аж до травня 1944 року.

#### Бій біля Нордкапа

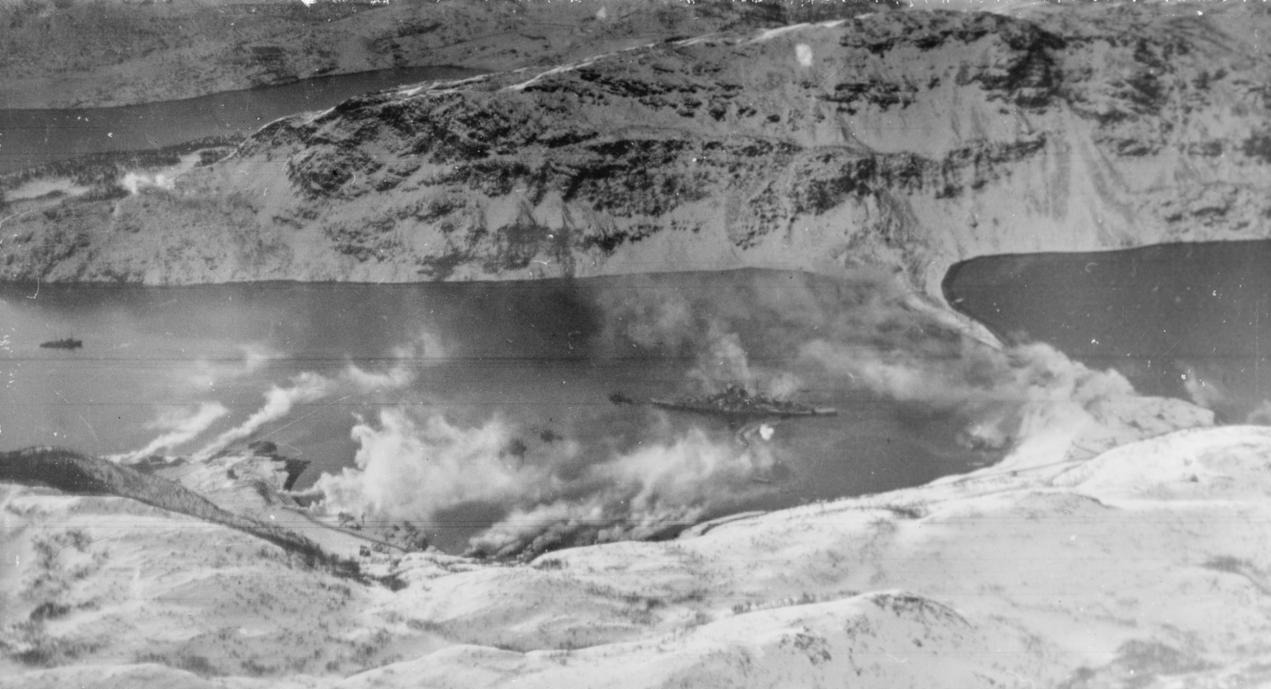
Німецький лінкор «Тірпіц» частково вкритий димовою завісою в Каафіорді

Між 25 і 26 грудня 1943 року Крігсмаріне розпочало операцію «Остфронт», атаку на конвой JW 55B, що прямував до порту Мурманська. Для проведення рейду під командуванням контрадмірала Фріца Юліуса Гінце була сформована оперативна корабельна група, де головним був лінійний корабель «Шарнгорст». Командир лінкора отримав повідомлення про наближення конвою, що складався з приблизно двадцяти пароплавів, коли він стояв на якорі в Алта-фіорді разом зі своєю групою підтримки з п'яти есмінців, і грос-адмірал Карл Деніц віддав наказ контрадміралу Еріху Бею, командувачу оперативної корабельної групи, перехопити його.
Складні погодні умови зимового океану значно ускладнили навігацію для німецьких есмінців і змусили Бея порушити режим радіомовчання, щоб повідомити про несправність озброєння одного з них. Радіограма була перехоплена кораблями супроводу британського конвою RA 55A, до складу якої входили важкий крейсер «Норфолк» і легкі крейсери «Шеффілд» та «Белфаст», які негайно доповіли Адміралтейству про присутність німецьких кораблів у цьому регіоні моря. Ситуацію для «Шарнгорста» ускладнював той факт, що інформація, яку мала німецька команда, була отримана від підводних човнів, що патрулювали західніше острова Ведмежий, і вона була неповною, оскільки конвой JW 55B, який, здавалося, супроводжувався лише деякими есмінцями, фактично супроводжувала потужна надводна ескадра, зокрема лінкор «Дюк оф Йорк» та крейсер «Джамайка».
Суворі морські умови не дозволили німецьким есмінцям наблизитися до конвою, а розвідка Люфтваффе повідомила про наближення лінкора противника, але командир «Шарнгорста», сподіваючись прорватися до конвою до того, як британський лінійний корабель зможе підійти на ефективну дальність стрільби, все ж спробував атакувати судна противника.
О 16:51 «Дюк оф Йорк», перебуваючи на відстані 11000 м, відкрив вогонь з усіх десяти гармат головного калібру. За 5 хвилин вогонь у відповідь відкрив і «Шарнгорст». Першим влучання домігся британський флагман, о 17:08 його снаряд влучив у «Шарнгорст», після цього німецький лінкор збільшив швидкість, намагаючись відірватися від противника. Однак через сім хвилин він отримав ще одне влучення — 356-мм снаряд вивів із ладу башту «Бруно». «Дюк оф Йорк» ліг на паралельний курс і почав переслідування. О 18:20 німецький лінкор, збільшивши відстань до 19,6 км, припинив вогонь. Однак снаряд «Дюк оф Йорка» серйозно пошкодив ворожий лінкор і «Шарнгорст» вже не міг розвинути швидкість більш ніж 22 вузли. Відстань між німецьким та британським лінкорами почала швидко скорочуватися. Фрезер наказав есмінцям атакувати лінкор, які не дивлячись на протидію, випустили 28 торпед, 3 із яких потрапили в ціль. Через отримані пошкодження швидкість «Шарнгорста» впала до 10 вузлів. О 19:16 німецький лінкор припинив стріляти 280-мм снарядами і Фрезер наказав добити противника торпедами. О 19:29 німецький корабель був охоплений полум'ям і затонув; лише 36 із понад 1900 членів екіпажу вижили.

### 1944

#### Полювання на «Тірпіц»
Загроза, яку становив німецький лінійний корабель «Тірпіц», серйозно впливала на британську військово-морську стратегію в північній Атлантиці. У середині січня 1942 року німці перемістили свій найпотужніший лінкор до Норвегії; це було зроблено з метою стримати ймовірне вторгнення союзників до окупованого Королівства, а також створити екзистенційну загрозу конвоям, які регулярно ходили Північним Льодовитим океаном до Радянського Союзу. «Тірпіц» діяв з якірних стоянок, розташованих у фіордах. Через його перебування на півночі Норвегії союзники змушені були тримати потужні сили британського військово-морського флоту для захисту від можливості вилазки проти арктичних конвоїв, і більшість конвоїв супроводжували великі кораблі на частині шляху до Радянського Союзу.
Вже наприкінці січня 1942 року британська бомбардувальна авіація завдала першого удару по німецькому лінкору, але безрезультатно. Відтоді британці методично намагалися знищити найпотужніший корабель Крігсмаріне, втрачаючи свої літаки та пілотів, але марно. Тільки у вересні 1943 року їм вдалося при проведення операції «Сорс» завдати значних пошкоджень ворожому кораблю.

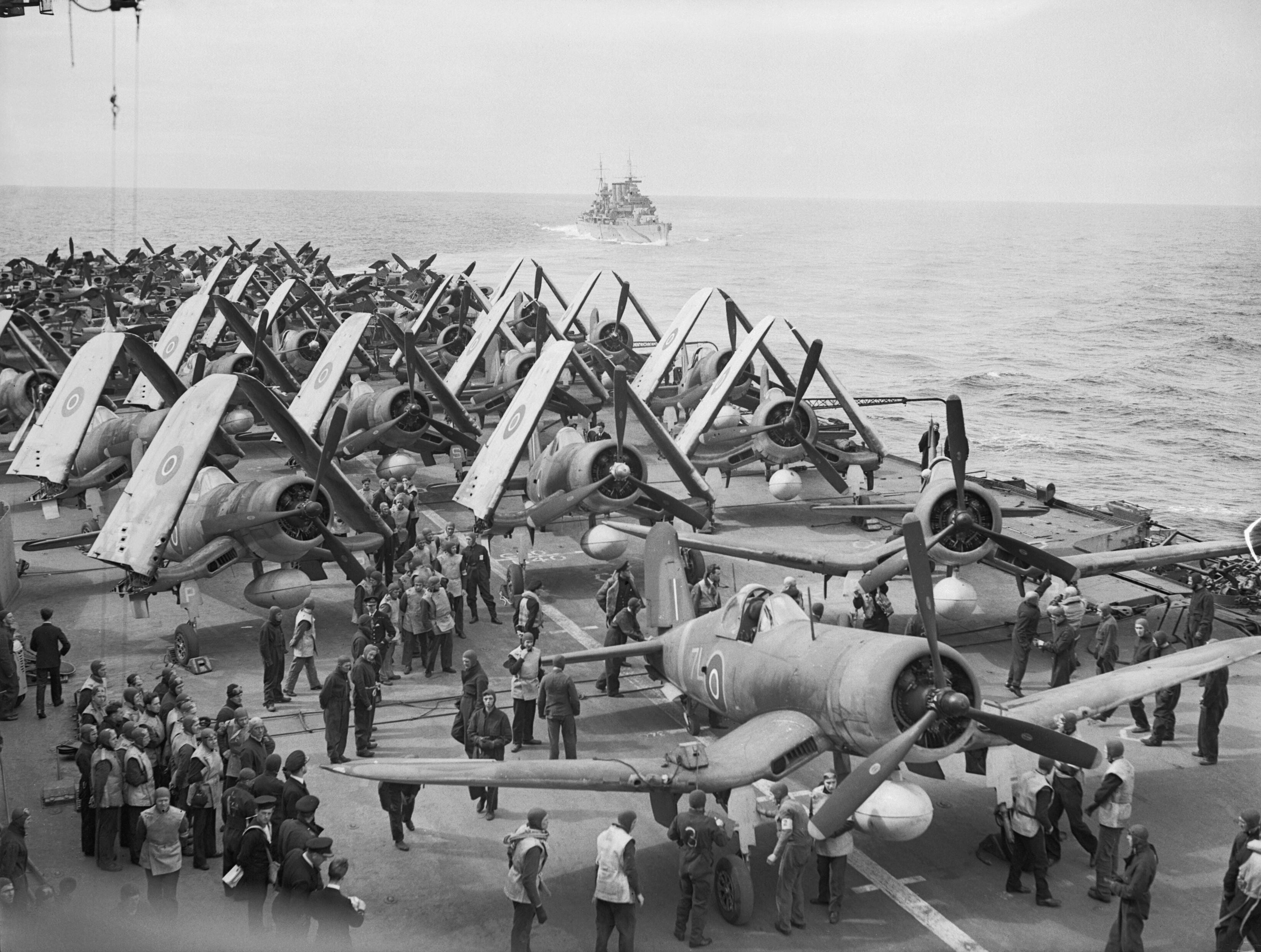
Британські винищувачі «Корсар» та торпедоносці «Баракуда» на борту авіаносця «Формідабл» під час операції «Маскот». Липень 1944

Після операції «Сорс» «Тірпіц» був переміщений якнайдалі і пройшов серію аварійних ремонтів, але пошкодження були значними, до того ж внаслідок вибуху броньовані башти змістилися з їхніх основ настільки, що одна з кормових башт, башта «D», не могла бути відремонтована через відсутність крана достатньої потужності, щоб встановити її на місце. Ремонтні роботи тривали до 2 квітня 1944 року і лише завдяки наявності ремонтного корабля підтримки «Ноймарк» відновлення лінкора відбувалося в таких екстремальних умовах.
Повітряна розвідка британців своєчасно повідомляла про присутність «Ноймарка», і коли він вийшов у березні, вони дійшли висновку, що ремонт майже завершено. Після цього було організовано повітряний наліт, в якому взяли участь 40 «Барракуд» і 45 винищувачів супроводу повітряних сил флоту, що вилетіли з двох авіаносців «Вікторієс» і «Ф'юрі» і чотирьох ескортних авіаносців супроводу «Імперор», «Фенсер», «Персьюер» і «Серчер». Операція була запланована на 4 квітня, щоб збігтися з проходженням арктичного конвою JW 58, але перехоплення «Енігмою» інформації про дату морських випробувань призвело до того, що атака була перенесена на день раніше. Літаки атакували двома хвилями, попри сильний зенітний вогонь, який, однак, збив лише по одному літаку в кожній хвилі, а «Тірпіц» був підбитий кілька разів. На борту німецького лінкора загинуло 128 осіб і від 200 до 300 членів екіпажу дістали поранень.

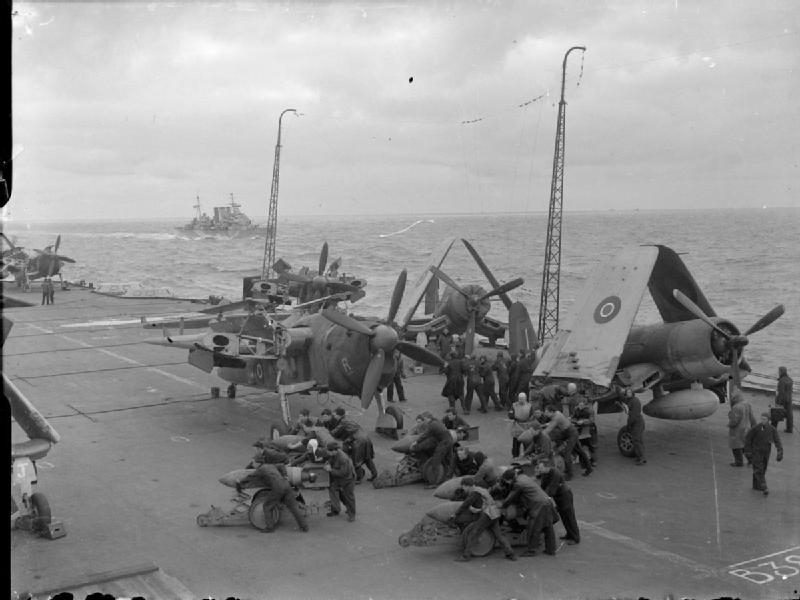
Торпедоносці «Барракуда» на палубі авіаносця «Формідабл». На задньому плані — важкий крейсер «Бервік». Операція «Гудвуд». 22 серпня 1944 року

Щоб остаточно нейтралізувати «Тірпіц», британці провели серію операцій, зосереджуючись на повітряних атаках з авіаносців, виходячи з того, що союзники наразі могли розраховувати на майже абсолютне панування в повітрі. У період з 24 квітня по 29 серпня 1944 року була проведена низка атак, результати яких, однак, не виправдали зусиль. Важкі бомбардувальники Королівських повітряних сил «Ланкастер» скинули на ворожий лінкор бомби «Толбой» вагою понад п'ять тонн і міни «Джонні Вокер». Залатавши пробоїни, утворені бомбою, корабель перевели до Тромсе, де поставили на якір біля острова Хакейя. 29 жовтня на нього знову здійснили напад, і знову без помітних результатів, за винятком близького вибуху, внаслідок чого було пошкоджено кермо та лівий гвинт і частково порушило плавучість. Щоб захистити лінійний корабель, тепер перекласифікований на плавучу батарею, німці встановили протиторпедні сітки та побудували піщані мілини.
Нарешті, 12 листопада 1944 року було розпочато операцію «Катехізм», під час якої 32 «Ланкастери» скинули на корабель 29 бомб «Толбой», з яких три влучили в ціль, вони пробили броньовану палубу в центрі корпусу «Тірпіца» та знищили два котли та машинне відділення, спричинивши 14-метрову тріщину в корпусі. Корабель нахилився й незабаром перекинувся. Від 940 до 1 204 членів екіпажу німецького лінкора загинули. Втрата «Тірпіца» стала катастрофою для німецьких збройних сил на півночі Норвегії. На додаток до великих людських втрат, знищення лінкора залишило Крігсмаріне без жодного з основних кораблів, необхідних для загрози маршрутам союзних конвоїв.

#### Дії на морі
1944 рік ознаменувався остаточним переломом у війні з конвоями: попри збільшення кількості німецьких підводних човнів, що діяли в арктичних водах (через зростаючу нездатність підводних човнів діяти в патрульованому Атлантичному океані) і наявність більш технологічно досконалих торпед, кількість успішно потоплених суден противника ще більше зменшилася. Між 12 січня і 1 лютого 1944 року сімнадцять підводних човнів атакували два конвої JW 56A і JW 56B (загалом тридцять шість вантажних суден), потопивши лише два торгові судна і есмінець «Гарді», втративши при цьому свій човен. У період з 20 по 28 лютого великий конвой JW 57 (42 судна) був атакований чотирнадцятьма підводними човнами, але німцям вдалося потопити лише есмінець «Махратта», своєю чергою кораблі ескорту та авіація союзників потопили два ворожі підводні човни. У березні, перед звичайним призупиненням конвоїв на весняні та літні місяці, атаки на RA 57 та JW 58 виявилися ще більш невдалими: шість підводних човнів були потоплені, тоді як було потоплено лише одне торгове судно.

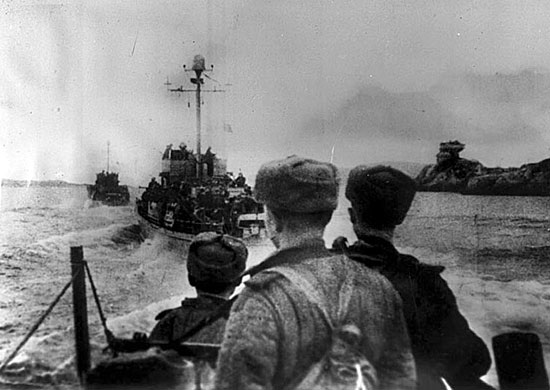
Десант радянських військ на Кіркенес. 22 жовтня 1944

15 серпня 1944 року відновилися транспортні конвої Арктикою, коли конвой JW 59 вийшов з Лох Ю з тридцятьма трьома торговими судною та низкою бойових кораблів, тимчасово переданих британським та американським флотами радянському Північному флоту. Серед інших, Радам передавалися лінкор «Роял Соверін» (перейменований на «Архангельськ»), легкий крейсер «Мілуокі» (пізніше «Мурманськ»), дев'ять есмінців типу «Таун» і три підводні човни типу «U». Попри численні спроби U-Boot атакувати конвой противника, німцям не вдалося наблизитися до торговельних суден, натомість вони потопили корвет і фрегат і серйозно пошкодили британський ескортний авіаносець «Набоб», який пізніше було визнано непридатним для ремонту.

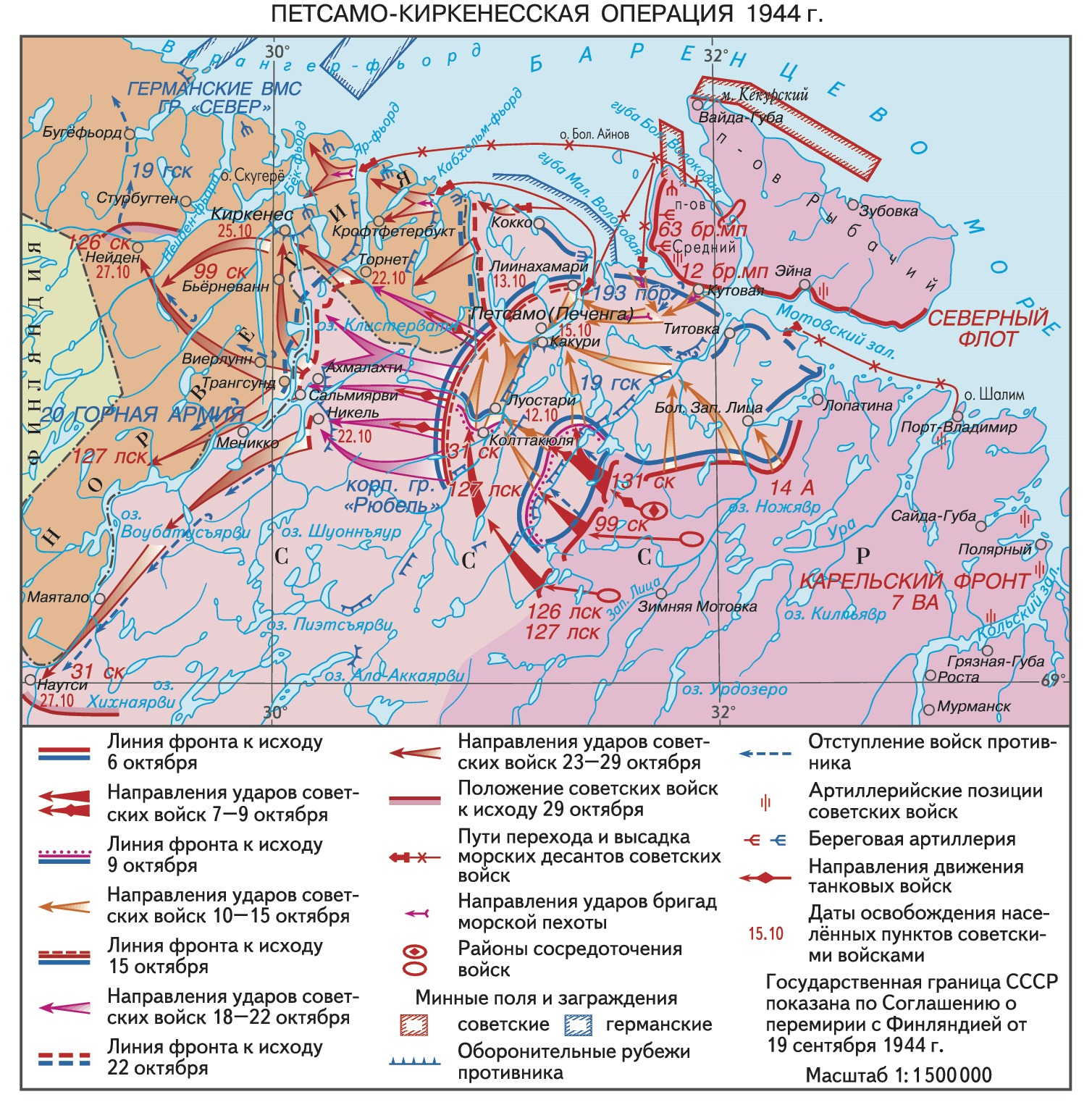
Карта Петсамо-Кіркенеської операції. 7–29 жовтня 1944

#### Бойові дії на північному фланзі
19 вересня 1944 року Фінляндія підписала перемир'я з Радянським Союзом, вийшовши з конфлікту. Однією з умов угоди було зобов'язання Фінляндії, починаючи з 15 вересня, роззброїти або вигнати німецькі війська, які все ще перебували на її території. Ці війська належали до 20-ї гірської армії під командуванням генерала Лотара Рендуліча і дислокувалися як на північ, так і на південь від Полярного кола. Втім, ще 6 вересня Рендуліч почав відводити два корпуси, XVIII і XXXVI гірські, що дислокувалися на півдні та на півночі, щоб сформувати нову оборонну лінію від Люнгена через Івало до Петсамо (операція «Бірке»). Відступаючи, німці використовували тактику спаленої землі й знищили майже всі будівлі та всі човни у Фіннмарку, таким чином позбавивши супротивника будь-яких об'єктів у цьому районі. Оскільки відступ німецьких військ відбувався досить повільно, а радянський уряд наполегливо тиснув і вимагав дотримання домовленостей про перемир'я, Фінляндія була змушена прискорити відступ, вступаючи з німецькими військами в незначні сутички.

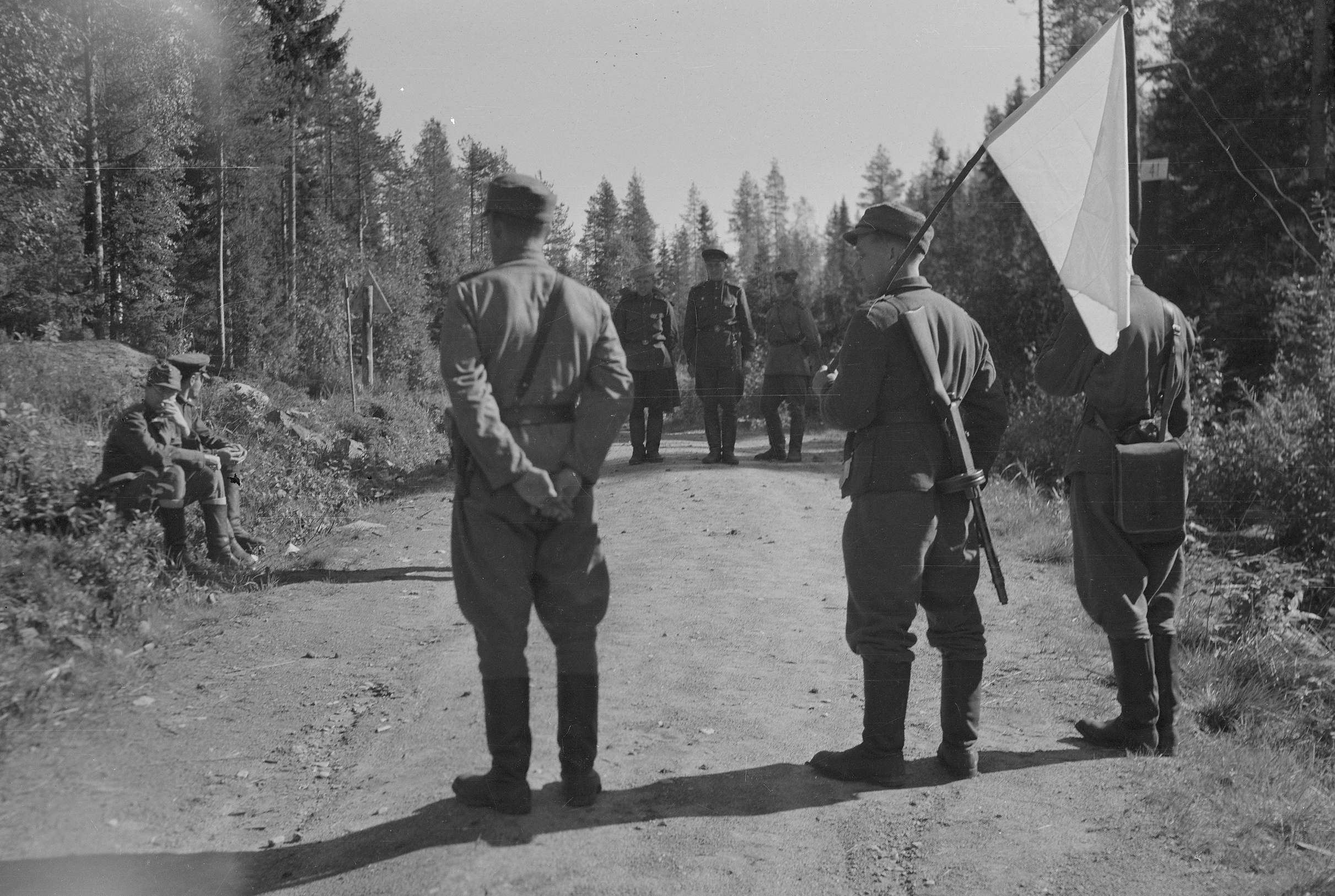
Фінські та радянські офіцери на дорозі Куолісма — Іломантсі до початку переговорів про припинення вогню. 5 вересня 1940

Наприкінці вересня ОКВ визначив, що окупація північної Скандинавії більше не має життєво важливого значення, і віддав розпорядження всій 20-й гірській армії відступити на територію Норвегії в напрямку Люнгена (операція «Нордліхт»). Але під час підготовчого етапу операції радянська Ставка ВГК наказала командувачу Карельським фронтом генералу Мерецкову спланувати і провести наступ з метою ліквідації німецьких військ, які все ще перебували на радянській території, тобто 56 тис. осіб XIX гірського корпусу, розгорнутого приблизно за 70 км на північний захід від Мурманська. Радянські війська (близько 96 тис. осіб) належали до 14-ї армії та мали 110 танків, 750 літаків і підтримку Північного флоту для проведення десантних операцій уздовж північних берегів.
7 жовтня 1944 року радянські війська розпочали наступ, який тривав 24 дні. Бойові дії відбувалися у три етапи: прорив німецьких рубежів оборони, битва за звільнення Кіркенеса та переслідування німецьких військ на південний захід. Попри ретельну підготовку, наступ викликав численні труднощі через погану видимість, що робило артилерійський вогонь неточним і ускладнювало дії авіації. Проте після низки запеклих боїв радянським військам вдалося прорвати німецькі укріплення на річці Титовка. Протягом решти кампанії радянські війська просувалися слідом за відступаючими німцями вздовж узбережжя Норвегії, намагаючись заблокувати і відрізати німецькі частини на шляху відступу. Але через постійні перебої з постачанням і протидію з боку німців, які змушували відволікати значні сили на відновлення доріг, радянські війська не змогли досягти успіху, і німцям вдалося організовано відступити до північної Норвегії, зберігши левову долю своїх сил. 25 жовтня німці залишили Кіркенес, а 29 жовтня Мерецков припинив усі активні дії, окрім розвідки.

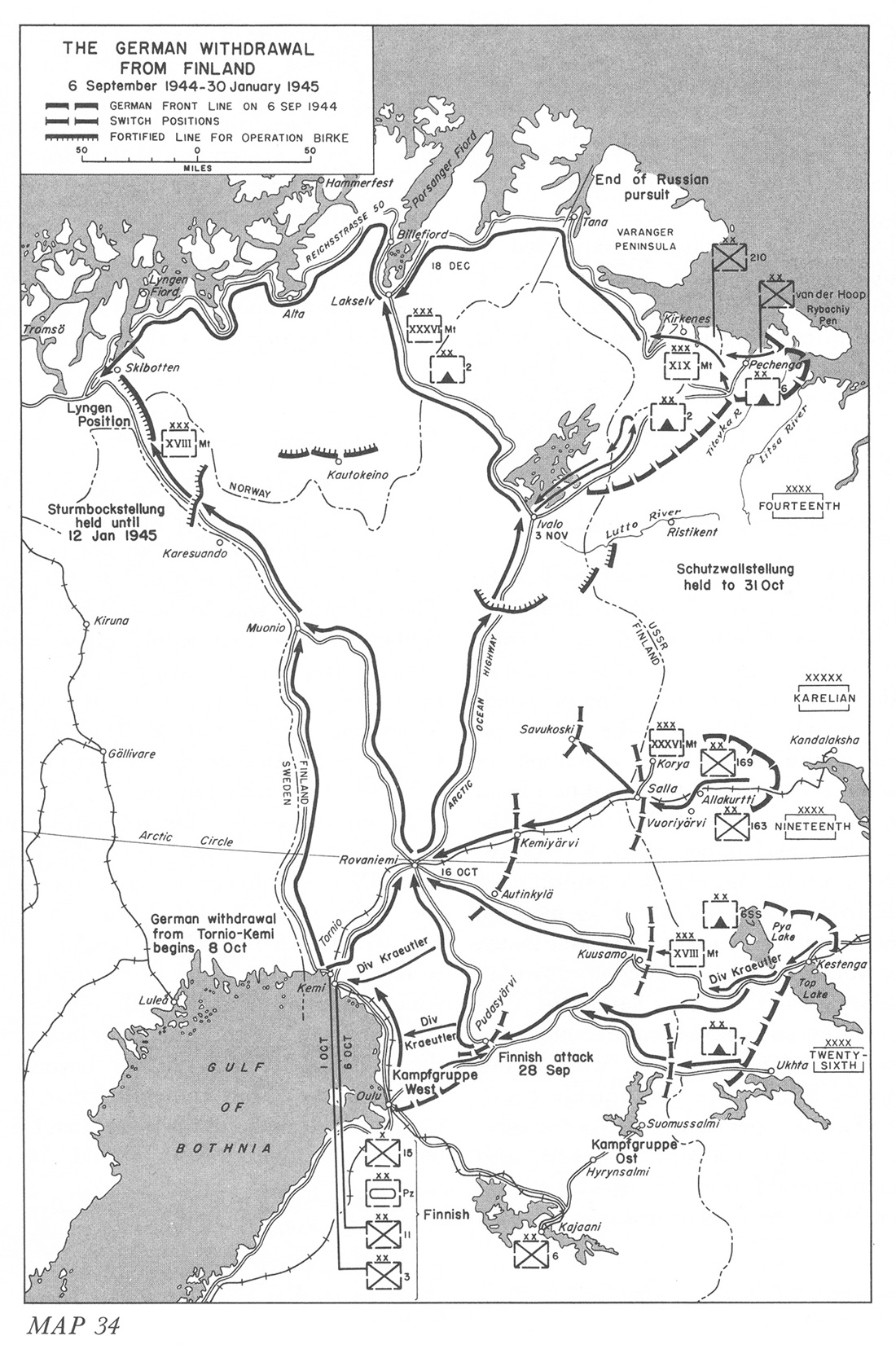
Виведення німецьких військ з Фінляндії. Лапландська війна. 1944—1945

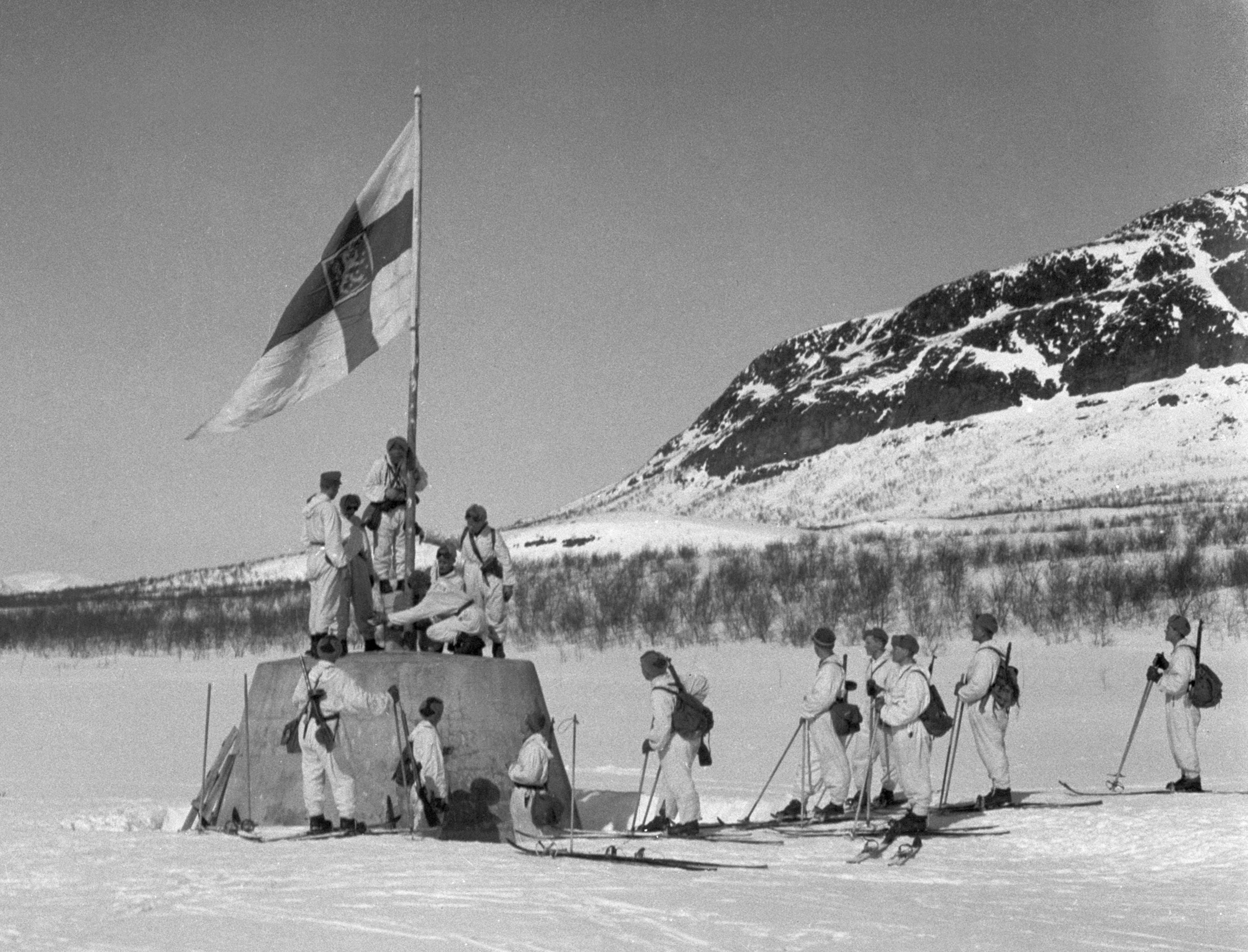
Фінські солдати піднімають прапор на кордоні між Норвегією, Швецією та Фінляндією після закінчення Лапландської війни і, таким чином, декларують закінчення Другої світової війни у Фінляндії

### 1945
З початку 1945 року успіхи німецьких підводних човнів були дедалі рідшими: 16 січня 1945 року U-956 потопив радянський есмінець «Деятельний» (колишній американський «Герндон») біля узбережжя Кольського півострова, а між 17 і 28 лютого конвой RA 64 втратив торговельне судно і два корвети внаслідок атак підводних човнів і друге торгове судно в результаті ударів з повітря торпедоносців Ju 88 (останнє потоплення, здійснене Люфтваффе в конфлікті). Наприкінці березня конвой JW 65 втратив два торгові судна та шлюп «Лепвінг» унаслідок атак «вовчої зграї» «Гаген», але наступний конвой JW 66 у квітні прибув без втрат. Останній бій відбувся між 29 і 30 квітня 1945 року, коли 27 торговельних суден конвою RA 66 відпливли з Мурманська до Сполученого Королівства: U-307 був виявлений і потоплений фрегатом «Лох-Інш», а британський фрегат «Гудолл» був торпедований U-286, і тому затоплений незабаром після цього фрегатом «Ангуїлла» зі складу ескорту.
Вранці 7 травня 1945 року німецькі представники підписали беззастережну капітуляцію Німеччини у штабі Верховного командування союзників у Реймсі, що ознаменувало завершення Другої світової війни у Європі. Норвегія була остаточно звільнена лише після капітуляції Німеччини, а британці розпочали операцію «Думсдей» з метою роззброєння 350 000 німецьких військових, що залишилися на той час у Норвегії, та відновлення легітимного уряду Норвегії. Операція пройшла без серйозних інцидентів і її провели кілька тисяч десантників 1-ї повітрянодесантної дивізії, «червоних дияволів», які поверталися з битви за Арнем і зайняли Осло та аеропорт Сула без жодних втрат (за винятком 47 осіб, які у складних погодних умовах загинули в авіакатастрофі «Стірлінга», серед них віцемаршал авіації Скарлетт-Стрітфілд).
До союзницьких десантників приєдналася «З'єднання 134», що складалося з підрозділів 52-ї піхотної дивізії та 13 000 норвезьких «поліцейських» (таємно підготовлених у Швеції і готових повернутися додому), які насправді були підрозділами легкої піхоти, створеними під егідою норвезької поліції. Частина з них брала участь у звільненні округу Фіннмарк на крайній півночі разом з радянським контингентом з Мурманська.

### Підсумок
Так, під час Другої світової війни, вперше у військовій історії людства, Арктика стала одним з інтенсивних театрів війни й полем протистояння сухопутних військ, авіації та особливо флотів протиборчих держав.
Ключову роль у цій боротьбі зайняли арктичні конвої. У період з 1941 до 1945 року, 78 союзних конвоїв арктичними водами доставили понад 4 мільйони тонн продовольства і боєприпасів до СРСР. Ці поставки відіграли вирішальну роль у війні. Понад 1400 торгових суден і військових кораблів брало участь у конвоях до портів Архангельська і Мурманська. Крім замерзлих морів і суворих погодних умов, морякам також довелося боротися з атаками німецьких рейдерів, підводних човнів і пікіруючих бомбардувальників. В цілому за британськими даними з 792 суден, що вирушили до російських портів 62 загинули внаслідок ворожого впливу, або 7,8 % від загальної чисельності. У зворотних конвоях, що поверталися до Ісландії та Британських островів, загинули 28 суден з 739, або 3,8 %. Загальна кількість жертв на торгових суднах на арктичних маршрутах становила 829 офіцерів і матросів цивільних суден. Королівський флот заплатив величезну ціну, втративши два крейсери, шість есмінців, три шлюпи, два фрегати, три корвети і три тральщики із загибеллю 1840 офіцерів і матросів.